# Wereldkampioenschap voetbal 2014 (kwalificatie AFC)
Namens de Aziatische bond AFC namen 43 van de 46 leden deel aan de kwalificatie om vier of vijf beschikbare plaatsen in de eindronde van het wereldkampioenschap voetbal 2014. De eventuele vijfde Aziatische plaats hing af van de intercontinentale play-off tussen de winnaar van de AFC-play-off tegen de nummer vijf van de CONMEBOL-groep. Hierin werd Jordanië verslagen door Uruguay.

## Gekwalificeerde landen
| FIFA-lid   | Kwalificatie  | Kwal. datum | Aantal dln. (incl. 2014) | Eerste dln. | Laatste dln. | Dln. op rij | Titels (excl. 2014) | Beste prestatie |
| ---------- | ------------- | ----------- | ------------------------ | ----------- | ------------ | ----------- | ------------------- | --------------- |
| Iran       | Nr. 1 groep A | 18/06/2013  | 4                        | 1978        | 2006         | 1           | 0                   | Eerste ronde    |
| Japan      | Nr. 1 groep B | 04/06/2013  | 5                        | 1998        | 2010         | 5           | 0                   | Achtste finale  |
| Zuid-Korea | Nr. 2 groep A | 18/06/2013  | 9                        | 1954        | 2010         | 8           | 0                   | Vierde plaats   |
| Australië  | Nr. 2 groep B | 18/06/2013  | 4                        | 1974        | 2010         | 3           | 0                   | Achtste finale  |

## Opzet
De plaatsingen van de landen in de eerste twee ronden was gebaseerd op de resultaten tijdens de kwalificatie en de WK eindronde 2010. De loting voor deze twee ronden vond plaats op 30 maart 2011 op het hoofdkantoor van de AFC in Kuala Lumpur, Maleisië. De loting voor de derde ronde was gebaseerd op de FIFA-wereldranglijst van juli 2011 en vond plaats op 30 juli 2011 in Brazilië. De loting voor de vierde ronde vond na afloop van de derde ronde plaats. Twee landen hadden zich niet aangemeld voor deelname aan het kwalificatietoernooi, dit waren Bhutan en Guam. Het derde niet-deelnemende land, Brunei, is sinds 2009 door de FIFA geschorst.
De opzet van het kwalificatietoernooi was als volgt:
1. Eerste ronde: hierin speelden de 16 zwakste landen (nr. 28-43) op bovengenoemde ‘ranglijst’ op 29 juni en 3 juli in acht duels met een thuis- en uitwedstrijd om acht plaatsen in de tweede ronde. Een land uit de groep nr. 28-35 werd via loting gekoppeld aan een land uit de groep nr. 36-43.
2. Tweede ronde: hierin speelden de acht winnaars van de eerste ronde met 22 landen (nr. 6-27) op bovengenoemde ‘ranglijst’ op 23 en 28 juli in vijftien duels met een thuis- en uitwedstrijd om vijftien plaatsen in de derde ronde. Een land uit de groep nr. 6-20 werd via loting gekoppeld aan een land uit de groep nr. 21-27 en de acht winnaars van de eerste ronde.
3. Derde ronde: hierin speelden de vijftien winnaars van de tweede ronde met de laatste vijf landen (nr. 1-5) in vijf groepen van vier teams van 5 september 2011 tot en met 29 februari 2012 een volledige competitie met thuis- en uitwedstrijden. De nummers 1 en 2 van elke groep plaatsten zich voor de vierde ronde.
4. Vierde ronde: hierin speelden de tien gekwalificeerde landen in twee groepen van 3 juni 2012 tot en met 18 juni 2013 in twee groepen van vijf teams een volledige competitie met thuis- en uitwedstrijden. De nummers 1 en 2 van elke groep plaatsten zich voor eindronde. De beide nummers 3 plaatsen zich voor de AFC-play-off.
5. Vijfde ronde: de AFC-play-off was het duel tussen de beide nummers 3 uit de vierde ronde. De winnaar kwalificeerde zich voor de intercontinentale play-off tegen de nummer 5 van de CONMEBOL-groep.

## Deelnemende landen
Rangschikking op basis van resultaten WK (kwalificatie) 2010 zoals die geldt voor de eerste twee ronden.
| Beginnen in 3e ronde (nr. 1 t/m 5)                            | Beginnen in 2e ronde, geplaatst (nr. 6 t/m 26) | Beginnen in 2e ronde, ongeplaatst (nr. 21 t/m 27)                                   | Beginnen in 1e ronde, geplaatst (# 28 t/m 35)                                                     | Beginnen in 1e ronde, ongeplaatst (# 36 t/m 43)                                                    |
| ------------------------------------------------------------- | --- | ----------------------------------------------------------------------------------- | ------------------------------------------------------------------------------------------------- | -------------------------------------------------------------------------------------------------- |
| 1. Japan 2. Zuid-Korea 3. Australië 4. Noord-Korea 5. Bahrein | 1. Saoedi-Arabië 2. Iran 3. Qatar 4. Oezbekistan 5. V.A.E. 6. Syrië 7. Oman 8. Jordanië 9. Irak 10. Singapore 11. China 12. Koeweit 13. Thailand 14. Turkmenistan 15. Libanon | 1. Jemen 2. Tadzjikistan 3. Hongkong 4. Indonesië 5. Kirgizië 6. Malediven 7. India | 1. Maleisië 2. Afghanistan 3. Cambodja 4. Nepal 5. Bangladesh 6. Sri Lanka 7. Vietnam 8. Mongolië | 1. Pakistan 2. Palestina 3. Oost-Timor 4. Macau 5. Chinees Taipei 6. Myanmar 7. Filipijnen 8. Laos |

## Eerste ronde

### Loting
Bij de loting werd een verdeling gemaakt tussen hoger (28–35) in pot 1 en lager geklasseerde landen (36–43) in pot 2.
| Pot 1                                                                     | Pot 2                                                                      |
| ------------------------------------------------------------------------- | -------------------------------------------------------------------------- |
| Maleisië Afghanistan Cambodja Nepal Bangladesh Sri Lanka Vietnam Mongolië | Pakistan Palestina Oost-Timor Macau Chinees Taipei Myanmar Filipijnen Laos |

### Wedstrijden
| Team 1       | Totaal | Team 2         | 1e wedstrijd | 2e wedstrijd |
| ------------ | ------ | -------------- | ------------ | ------------ |
| Bangladesh   | 3–0    | Pakistan       | 3–0          | 0–0          |
| Maleisië (u) | 4–4    | Chinees Taipei | 2–1          | 2–3          |
| Nepal        | 7–1    | Oost-Timor     | 2–1          | 5–0          |
| Vietnam      | 13–1   | Macau          | 6–0          | 7–1          |
| Sri Lanka    | 1–5    | Filipijnen     | 1–1          | 0–4          |
| Cambodja     | 6–8    | Laos           | 4–2          | 2–6          |
| Mongolië     | 1–2    | Myanmar        | 1–0          | 0–2          |
| Afghanistan* | 1–3    | Palestina      | 0–2          | 1–1          |

|                                               |                     |         |                   |                                                                                     |
| 29 juni 2011 «onderlinge duels» 20:45 (UTC+8) | Maleisië            | 2 – 1   | Chinees Taipei    | Nationaal Stadion, Kuala Lumpur Toeschouwers: 45.000 Scheidsrechter: Chaiya Mahapab |
| 29 juni 2011 «onderlinge duels» 20:45 (UTC+8) | Safiq 29' Aidil 54' | Verslag | 76' Chen Po-liang | Nationaal Stadion, Kuala Lumpur Toeschouwers: 45.000 Scheidsrechter: Chaiya Mahapab |

|                                              |                                                           |         |                    |                                                                                    |
| 3 juli 2011 «onderlinge duels» 19:00 (UTC+8) | Chinees Taipei                                            | 3 – 2   | Maleisië           | Taipei Municipaal Stadion, Taipei Toeschouwers: 16.768 Scheidsrechter: Vo Minh Tri |
| 3 juli 2011 «onderlinge duels» 19:00 (UTC+8) | Chang Han 31' Chen Po-liang 44' (pen.) X. Chen 75' (pen.) | Verslag | 8' Aidil 40' Safiq | Taipei Municipaal Stadion, Taipei Toeschouwers: 16.768 Scheidsrechter: Vo Minh Tri |

|                                               |                                |         |          |                                                                                            |
| 29 juni 2011 «onderlinge duels» 18:00 (UTC+6) | Bangladesh                     | 3 – 0   | Pakistan | Bangabandhu Nationaal Stadion, Dhaka Toeschouwers: 5.326 Scheidsrechter: Mohammad Abu Loum |
| 29 juni 2011 «onderlinge duels» 18:00 (UTC+6) | Ameli 1' Hossain 22' Karim 56' | Verslag |          | Bangabandhu Nationaal Stadion, Dhaka Toeschouwers: 5.326 Scheidsrechter: Mohammad Abu Loum |

|                                              |          |       |            |                                                                         |
| 3 juli 2011 «onderlinge duels» 20:30 (UTC+5) | Pakistan | 0 – 0 | Bangladesh | Punjabstadion, Lahore Toeschouwers: 3.500 Scheidsrechter: Ali Abdulnabi |
| 3 juli 2011 «onderlinge duels» 20:30 (UTC+5) | Verslag  |       |            | Punjabstadion, Lahore Toeschouwers: 3.500 Scheidsrechter: Ali Abdulnabi |

|                                               |                                              |         |                      |                                                                                       |
| 29 juni 2011 «onderlinge duels» 15:00 (UTC+7) | Cambodja                                     | 4 – 2   | Laos                 | Olympisch Stadion, Phnom Penh Toeschouwers: 25.000 Scheidsrechter: Yadollah Jahanbazi |
| 29 juni 2011 «onderlinge duels» 15:00 (UTC+7) | Laboravy 52' El Nasa 59', 89' Sokumpheak 68' | Verslag | 10', 61' Phomsouvanh | Olympisch Stadion, Phnom Penh Toeschouwers: 25.000 Scheidsrechter: Yadollah Jahanbazi |

|                                              |                                                                                    |              |                            |                                                                             |
| 3 juli 2011 «onderlinge duels» 18:00 (UTC+7) | Laos                                                                               | 6 – 2 (n.v.) | Cambodja                   | Nationaal Stadion, Vientiane Toeschouwers: 9.000 Scheidsrechter: Ryuji Sato |
| 3 juli 2011 «onderlinge duels» 18:00 (UTC+7) | Singto 19', 55' Sayavutthi 34' Syphasay 46' Phaphouvanin 94' Sysomvang 112' (pen.) | Verslag      | 45' Chhoeun 75' Sokumpheak | Nationaal Stadion, Vientiane Toeschouwers: 9.000 Scheidsrechter: Ryuji Sato |

|                                                  |               |         |            |                                                                                    |
| 29 juni 2011 «onderlinge duels» 16:00 (UTC+5:30) | Sri Lanka     | 1 – 1   | Filipijnen | Sugathadasastadion, Colombo Toeschouwers: 4.000 Scheidsrechter: Tayeb Shamsuzzaman |
| 29 juni 2011 «onderlinge duels» 16:00 (UTC+5:30) | Gunaratne 43' | Verslag | 50' Burkey | Sugathadasastadion, Colombo Toeschouwers: 4.000 Scheidsrechter: Tayeb Shamsuzzaman |

|                                              |                                                           |         |           |                                                                                  |
| 3 juli 2011 «onderlinge duels» 15:30 (UTC+8) | Filipijnen                                                | 4 – 0   | Sri Lanka | Rizal Memorial Stadium, Manila Toeschouwers: 12.500 Scheidsrechter: Kim Sang-woo |
| 3 juli 2011 «onderlinge duels» 15:30 (UTC+8) | Caligdong 20' P. Younghusband 43', 57' (pen.) Guirado 50' | Verslag |           | Rizal Memorial Stadium, Manila Toeschouwers: 12.500 Scheidsrechter: Kim Sang-woo |

|                                               |             |         |                     |                                                                                                  |
| 29 juni 2011 «onderlinge duels» 16:00 (UTC+5) | Afghanistan | 0 – 2   | Palestina           | Metallurgstadion, Toersoenzoda (Tadzjikistan) Toeschouwers: 5.000 Scheidsrechter: Nasser Darwish |
| 29 juni 2011 «onderlinge duels» 16:00 (UTC+5) |             | Verslag | 22' Alyan 88' Amour | Metallurgstadion, Toersoenzoda (Tadzjikistan) Toeschouwers: 5.000 Scheidsrechter: Nasser Darwish |

|                                              |           |         |             | |
| 3 juli 2011 «onderlinge duels» 17:00 (UTC+3) | Palestina | 1 – 1   | Afghanistan | Faisal Al-Husseini Internationaal Stadion, Ar-Ram Toeschouwers: 9.000 Scheidsrechter: Banjar Al-Dosari |
| 3 juli 2011 «onderlinge duels» 17:00 (UTC+3) | Wadi 12'  | Verslag | 63' Arezou  | Faisal Al-Husseini Internationaal Stadion, Ar-Ram Toeschouwers: 9.000 Scheidsrechter: Banjar Al-Dosari |

|                                               |                                                                                                   |         |       |                                                                                            |
| 29 juni 2011 «onderlinge duels» 19:15 (UTC+7) | Vietnam                                                                                           | 6 – 0   | Macau | Thống Nhấtstadion, Ho Chi Minhstad Toeschouwers: 20.000 Scheidsrechter: Dmitriy Mashentsev |
| 29 juni 2011 «onderlinge duels» 19:15 (UTC+7) | Lê Công Vinh 20', 36', 42' (pen.) Pham Thanh Luong 62' Nguyen Ngoc Thanh 67' Nguyen Van Quyet 89' | Verslag |       | Thống Nhấtstadion, Ho Chi Minhstad Toeschouwers: 20.000 Scheidsrechter: Dmitriy Mashentsev |

|                                              |                   |         |                                                                                |                                                                               |
| 3 juli 2011 «onderlinge duels» 19:00 (UTC+8) | Macau             | 1 – 7   | Vietnam                                                                        | Estádio Campo Desportivo, Macau Toeschouwers: 500 Scheidsrechter: Kadhum Auda |
| 3 juli 2011 «onderlinge duels» 19:00 (UTC+8) | Leong Ka Hang 59' | Verslag | 2', 86' Huynh Quang Thanh 23' Nguyen Quang Hai 29', 42', 74', 82' Lê Công Vinh | Estádio Campo Desportivo, Macau Toeschouwers: 500 Scheidsrechter: Kadhum Auda |

|                                                  |                                    |         |            |                                                                                      |
| 29 juni 2011 «onderlinge duels» 15:30 (UTC+5:45) | Nepal                              | 2 – 1   | Oost-Timor | Dasarath Rangasalastadion, Kathmandu Toeschouwers: 9.000 Scheidsrechter: Ali Sabbagh |
| 29 juni 2011 «onderlinge duels» 15:30 (UTC+5:45) | A. Gurung 15' (pen.) J. M. Rai 70' | Verslag | 47' Kik    | Dasarath Rangasalastadion, Kathmandu Toeschouwers: 9.000 Scheidsrechter: Ali Sabbagh |

|                                                 |            |         |                                                                              |                                                                                              |
| 2 juli 2011 «onderlinge duels» 15:30 (UTC+5:45) | Oost-Timor | 0 – 5   | Nepal                                                                        | Dasarath Rangasalastadion, Kathmandu (Nepal) Toeschouwers: 15.000 Scheidsrechter: Lee Min-Hu |
| 2 juli 2011 «onderlinge duels» 15:30 (UTC+5:45) |            | Verslag | 4' (pen.) A. Gurung 56' Silwal 59' J. M. Rai 89' J. Shrestha 90' S. Shrestha | Dasarath Rangasalastadion, Kathmandu (Nepal) Toeschouwers: 15.000 Scheidsrechter: Lee Min-Hu |

|                                               |                 |         |         |                                                                                     |
| 29 juni 2011 «onderlinge duels» 18:30 (UTC+8) | Mongolië        | 1 – 0   | Myanmar | MFF Football Centre, Ulaanbaatar Toeschouwers: 3.500 Scheidsrechter: Kim Jong-Hyeok |
| 29 juni 2011 «onderlinge duels» 18:30 (UTC+8) | Tsend-Ayush 48' | Verslag |         | MFF Football Centre, Ulaanbaatar Toeschouwers: 3.500 Scheidsrechter: Kim Jong-Hyeok |

|                                                 |                               |         |          |                                                                           |
| 3 juli 2011 «onderlinge duels» 15:30 (UTC+6:30) | Myanmar                       | 2 – 0   | Mongolië | Thuwunnastadion, Yangon Toeschouwers: 18.000 Scheidsrechter: Liu Kwok Man |
| 3 juli 2011 «onderlinge duels» 15:30 (UTC+6:30) | Pai Soe 62' Mai Aih Naing 88' | Verslag |          | Thuwunnastadion, Yangon Toeschouwers: 18.000 Scheidsrechter: Liu Kwok Man |

## Tweede ronde

### Loting
Bij de loting werd een verdeling gemaakt tussen hoger (6–20) in pot 1 en lager geklasseerde landen (21–27) in pot 2. In pot 2 zitten ook de landen die hebben meegedaan in de eerste ronde. De loting vond plaats in Kuala Lumpur, Maleisië, op 30 maart 2011.
| Pot 1 | Pot 2 |
| --- | --- |
| Saoedi-Arabië Iran Qatar Oezbekistan Verenigde Arabische Emiraten Syrië Oman Jordanië Irak Singapore China Koeweit Thailand Turkmenistan Libanon | Jemen Tadzjikistan Hongkong Indonesië Kirgizië Malediven India Maleisië† Bangladesh† Laos† Filipijnen† Palestina† Vietnam† Nepal† Myanmar† |

† Landen die eerst wedstrijden in de eerste ronde hebben gespeeld.

### Wedstrijden
Weinig verrassingen in de tweede ronde, alleen het geplaatste Turkmenistan liet zich verrassen door Indonesië, het kwam met nog een kwartier te spelen met 4-1 voor en liet Turkmenistan nog dichtbij komen: 4-3. Het was het eerste succes van Wim Rijsbergen als bondscoach, die zojuist was aangesteld.  Syrië had weinig problemen met Tadzjikistan, maar omdat in beide wedstrijden een niet-speelgerechtigde speler werd opgesteld werd Syrië gediskwalificeerd.
De boeiendste tweestrijd was de "Causeway" derby tussen Maleisië en Singapore. Singapore nam in de thuiswedstrijd een 4-1 voorsprong, maar liet Maleisië terugkomen in de wedstrijd tot 4-3, uiteindelijk zorgde de 5-3 voor een redelijk veilige marge. Voor 90.000 toeschouwers kreeg Maleisië in de return nog hoop met een 1-0 voorsprong, maar de gelijkmaker van Shi Jiayi zorgde voor de definitieve beslissing.
| Team 1                       | Totaal | Team 2       | 1e wedstrijd | 2e wedstrijd |
| ---------------------------- | ------ | ------------ | ------------ | ------------ |
| China                        | 13–3   | Laos         | 7–2          | 6–1          |
| Irak                         | 2–0    | Jemen        | 2–0          | 0–0          |
| Iran                         | 5–0    | Malediven    | 4–0          | 1–0          |
| Jordanië                     | 10–1   | Nepal        | 9–0          | 1–1          |
| Koeweit                      | 5–1    | Filipijnen   | 3–0          | 2–1          |
| Libanon                      | 4–2    | Bangladesh   | 4–0          | 0–2          |
| Oezbekistan                  | 7–0    | Kirgizië     | 4–0          | 3–0          |
| Oman                         | 5–0    | Myanmar      | 3–0          | 2–0          |
| Qatar                        | 4–2    | Vietnam      | 3–0          | 1–2          |
| Saoedi-Arabië                | 8–0    | Hongkong     | 3–0          | 5–0          |
| Singapore                    | 6–4    | Maleisië     | 5–3          | 1–1          |
| Thailand                     | 3–2    | Palestina    | 1–0          | 2–2          |
| Verenigde Arabische Emiraten | 5–2    | India        | 3–0          | 2–2          |
| Turkmenistan                 | 4–5    | Indonesië    | 1–1          | 3–4          |
| Syrië                        | 0–6    | Tadzjikistan | 0–3          | 0–3          |

|                                               |              |         |           |                                                                                 |
| 23 juli 2011 «onderlinge duels» 18:00 (UTC+7) | Thailand     | 1 – 0   | Palestina | Nieuw I-mobile Stadion, Buriram Toeschouwers: 17.000 Scheidsrechter: Lee Min-Hu |
| 23 juli 2011 «onderlinge duels» 18:00 (UTC+7) | Kaewprom 18' | Verslag |           | Nieuw I-mobile Stadion, Buriram Toeschouwers: 17.000 Scheidsrechter: Lee Min-Hu |

|                                               |               |         |                     | |
| 28 juli 2011 «onderlinge duels» 18:00 (UTC+3) | Palestina     | 2 – 2   | Thailand            | Faisal Al-Husseini Internationaal Stadion, Ar-Ram Toeschouwers: 11.500 Scheidsrechter: Salah Abbas Alabbasi |
| 28 juli 2011 «onderlinge duels» 18:00 (UTC+3) | Alyan 5', 90' | Verslag | 34', 90+3' Thonglao | Faisal Al-Husseini Internationaal Stadion, Ar-Ram Toeschouwers: 11.500 Scheidsrechter: Salah Abbas Alabbasi |

|                                               |                                                |         |            |                                                                                              |
| 23 juli 2011 «onderlinge duels» 17:00 (UTC+3) | Libanon                                        | 4 – 0   | Bangladesh | Camille Chamoun Sports City Stadium, Beiroet Toeschouwers: 2.000 Scheidsrechter: Kadhum Auda |
| 23 juli 2011 «onderlinge duels» 17:00 (UTC+3) | Maatouk 16' El Ali 27' Al Saadi 55' Al Ali 64' | Verslag |            | Camille Chamoun Sports City Stadium, Beiroet Toeschouwers: 2.000 Scheidsrechter: Kadhum Auda |

|                                               |                         |         |         |                                                                                         |
| 28 juli 2011 «onderlinge duels» 18:00 (UTC+6) | Bangladesh              | 2 – 0   | Libanon | Bangabandhu Nationaal Stadion, Dhaka Toeschouwers: 11.000 Scheidsrechter: Apisit Aonrak |
| 28 juli 2011 «onderlinge duels» 18:00 (UTC+6) | Chowdhury 52' Ameli 87' | Verslag |         | Bangabandhu Nationaal Stadion, Dhaka Toeschouwers: 11.000 Scheidsrechter: Apisit Aonrak |

|                                               |                                                                        |         |                                    |                                                                               |
| 23 juli 2011 «onderlinge duels» 15:00 (UTC+8) | China                                                                  | 7 – 2   | Laos                               | Tuodongstadion, Kunming Toeschouwers: 13.500 Scheidsrechter: Strebre Delovski |
| 23 juli 2011 «onderlinge duels» 15:00 (UTC+8) | Yang Xu 45+2', 54', 73' Chen Tao 52', 88' Hao Junmin 81', 90+1' (pen.) | Verslag | 5' Vongchiengkham 31' Phaphouvanin | Tuodongstadion, Kunming Toeschouwers: 13.500 Scheidsrechter: Strebre Delovski |

|                                               |                  |         |                                                                     |                                                                                                 |
| 28 juli 2011 «onderlinge duels» 18:00 (UTC+7) | Laos             | 1 – 6   | China                                                               | Nieuw Nationaal Stadion Laos, Vientiane Toeschouwers: 13.000 Scheidsrechter: Tayeb Shamsuzzaman |
| 28 juli 2011 «onderlinge duels» 18:00 (UTC+7) | Phaphouvanin 47' | Verslag | 24' Qu Bo 36', 87' Yu Hanchao 67', 82' Deng Zhuoxiang 90+3' Yang Xu | Nieuw Nationaal Stadion Laos, Vientiane Toeschouwers: 13.000 Scheidsrechter: Tayeb Shamsuzzaman |

|                                               |                |         |           |                                                                               |
| 23 juli 2011 «onderlinge duels» 18:30 (UTC+5) | Turkmenistan   | 1 – 1   | Indonesië | Olympisch Stadion, Asjchabad Toeschouwers: 7.500 Scheidsrechter: Mohsen Torky |
| 23 juli 2011 «onderlinge duels» 18:30 (UTC+5) | Krendelyov 12' | Verslag | 30' Ilham | Olympisch Stadion, Asjchabad Toeschouwers: 7.500 Scheidsrechter: Mohsen Torky |

|                                               |                                        |         |                                       |                                                                              |
| 28 juli 2011 «onderlinge duels» 19:00 (UTC+7) | Indonesië                              | 4 – 3   | Turkmenistan                          | Bung Karnostadion, Jakarta Toeschouwers: 88.000 Scheidsrechter: Ben Williams |
| 28 juli 2011 «onderlinge duels» 19:00 (UTC+7) | Gonzáles 9', 19' Nasuha 43' Ridwan 76' | Verslag | 72' Amanow 84' Şamyradow 87' Çoñkaýew | Bung Karnostadion, Jakarta Toeschouwers: 88.000 Scheidsrechter: Ben Williams |

|                                               |                                   |         |            |                                                                                          |
| 23 juli 2011 «onderlinge duels» 19:30 (UTC+3) | Koeweit                           | 3 – 0   | Filipijnen | Mohammed Al-Hamadstadion, Hawalli Toeschouwers: 20.000 Scheidsrechter: Mohammad Abu Loum |
| 23 juli 2011 «onderlinge duels» 19:30 (UTC+3) | Nasser 17' Neda 68' Al Ansari 85' | Verslag |            | Mohammed Al-Hamadstadion, Hawalli Toeschouwers: 20.000 Scheidsrechter: Mohammad Abu Loum |

|                                               |               |         |                       |                                                                                  |
| 28 juli 2011 «onderlinge duels» 19:00 (UTC+8) | Filipijnen    | 1 – 2   | Koeweit               | Rizal Memorial Stadium, Manila Toeschouwers: 13.000 Scheidsrechter: Liu Kwok Man |
| 28 juli 2011 «onderlinge duels» 19:00 (UTC+8) | Schröck 45+2' | Verslag | 63' Nasser 85' W. Ali | Rizal Memorial Stadium, Manila Toeschouwers: 13.000 Scheidsrechter: Liu Kwok Man |

|                                               |                               |               |         |                                                                        |
| 23 juli 2011 «onderlinge duels» 19:30 (UTC+4) | Oman Al Hosni 21' Al Ajmi 79' | 3 – 0 (Regl.) | Myanmar | Al-Seebstadion, Muscat Toeschouwers: 6.300 Scheidsrechter: Ali Sabbagh |
| 23 juli 2011 «onderlinge duels» 19:30 (UTC+4) | Verslag                       |               |         | Al-Seebstadion, Muscat Toeschouwers: 6.300 Scheidsrechter: Ali Sabbagh |

|                                                  |         |         |                                     |                                                                         |
| 28 juli 2011 «onderlinge duels» 15:30 (UTC+6:30) | Myanmar | 0 – 2   | Oman                                | Thuwunnastadion, Yangon Toeschouwers: 30.000 Scheidsrechter: Ryuji Sato |
| 28 juli 2011 «onderlinge duels» 15:30 (UTC+6:30) |         | Verslag | 22' Al Hosni 39' (pen.) Al Mahaijri | Thuwunnastadion, Yangon Toeschouwers: 30.000 Scheidsrechter: Ryuji Sato |

|                                               |                                          |         |          |                                                                                                |
| 23 juli 2011 «onderlinge duels» 20:45 (UTC+3) | Saoedi-Arabië                            | 3 – 0   | Hongkong | Prince Mohamed bin Fahdstadion, Dammam Toeschouwers: 20.354 Scheidsrechter: Vladislav Tseytlin |
| 23 juli 2011 «onderlinge duels» 20:45 (UTC+3) | Al-Shamrani 45+1', 47' Al-Muwallad 45+3' | Verslag |          | Prince Mohamed bin Fahdstadion, Dammam Toeschouwers: 20.354 Scheidsrechter: Vladislav Tseytlin |

|                                               |          |         |                                                                           |                                                                                |
| 28 juli 2011 «onderlinge duels» 20:00 (UTC+8) | Hongkong | 0 – 5   | Saoedi-Arabië                                                             | Siu Sai Wansportveld, Hongkong Toeschouwers: 1.402 Scheidsrechter: Vo Minh Tri |
| 28 juli 2011 «onderlinge duels» 20:00 (UTC+8) |          | Verslag | 34' Fallatah 71' (pen.) Noor 73' Al-Shamrani 79' Al-Sahlawi 90+3' Hawsawi | Siu Sai Wansportveld, Hongkong Toeschouwers: 1.402 Scheidsrechter: Vo Minh Tri |

|                                                 |                                            |         |           |                                                                           |
| 23 juli 2011 «onderlinge duels» 19:30(UTC+4:30) | Iran                                       | 4 – 0   | Malediven | Azadistadion, Teheran Toeschouwers: 20.195 Scheidsrechter: Chaiya Mahapab |
| 23 juli 2011 «onderlinge duels» 19:30(UTC+4:30) | Ansarifard 4', 62' Karimi 67' Daghighi 86' | Verslag |           | Azadistadion, Teheran Toeschouwers: 20.195 Scheidsrechter: Chaiya Mahapab |

|                                               |           |         |                  |                                                                             |
| 28 juli 2011 «onderlinge duels» 21:00 (UTC+5) | Malediven | 0 – 1   | Iran             | Rasmee Dhandustadion, Malé Toeschouwers: 9.000 Scheidsrechter: Kim Sang-woo |
| 28 juli 2011 «onderlinge duels» 21:00 (UTC+5) |           | Verslag | 45+1' Khalatbari | Rasmee Dhandustadion, Malé Toeschouwers: 9.000 Scheidsrechter: Kim Sang-woo |

|                                               |                       |               |              |                                                                                                  |
| 23 juli 2011 «onderlinge duels» 19:00 (UTC+3) | Syrië                 | 0 – 3 (regl.) | Tadzjikistan | Koning Abdoellah II-stadion, Amman (Jordanië) Toeschouwers: 2.500 Scheidsrechter: Nasser Darwish |
| 23 juli 2011 «onderlinge duels» 19:00 (UTC+3) | Mourad 45+1' Rafe 77' | Verslag       | 47' Saidov   | Koning Abdoellah II-stadion, Amman (Jordanië) Toeschouwers: 2.500 Scheidsrechter: Nasser Darwish |

|                                               |              |               |                                            |                                                                                       |
| 28 juli 2011 «onderlinge duels» 16:00 (UTC+5) | Tadzjikistan | 3 – 0 (regl.) | Syrië                                      | Metallurgstadion, Toersoenzoda Toeschouwers: 9.000 Scheidsrechter: Dmitriy Mashentsev |
| 28 juli 2011 «onderlinge duels» 16:00 (UTC+5) |              | Verslag       | 6', 35' Rafe 53' Sabagh 86' (e.d.) Choriev | Metallurgstadion, Toersoenzoda Toeschouwers: 9.000 Scheidsrechter: Dmitriy Mashentsev |

|                                               |                               |         |         |                                                                                  |
| 23 juli 2011 «onderlinge duels» 19:15 (UTC+3) | Qatar                         | 3 – 0   | Vietnam | Jassim Bin Hamadstadion, Doha Toeschouwers: 6.786 Scheidsrechter: Ali Al Badwawi |
| 23 juli 2011 «onderlinge duels» 19:15 (UTC+3) | Kasola 6' Mubarak 51' Ali 67' | Verslag |         | Jassim Bin Hamadstadion, Doha Toeschouwers: 6.786 Scheidsrechter: Ali Al Badwawi |

|                                               |                                             |         |         |                                                                                   |
| 28 juli 2011 «onderlinge duels» 19:15 (UTC+7) | Vietnam                                     | 2 – 1   | Qatar   | Mỹ Đình Nationaal Stadion, Hanoi Toeschouwers: 20.000 Scheidsrechter: Peter Green |
| 28 juli 2011 «onderlinge duels» 19:15 (UTC+7) | Nguyen Trong Hoang 60' Nguyen Quang Hai 75' | Verslag | 17' Ali | Mỹ Đình Nationaal Stadion, Hanoi Toeschouwers: 20.000 Scheidsrechter: Peter Green |

|                                               |                                          |         |       |                                                                                     |
| 23 juli 2011 «onderlinge duels» 19:00 (UTC+3) | Irak                                     | 2 – 0   | Jemen | Franso Hariristadion, Erbil Toeschouwers: 20.000 Scheidsrechter: Valentin Kovalenko |
| 23 juli 2011 «onderlinge duels» 19:00 (UTC+3) | Hawar Mulla Mohammed 10' Abdul-Zahra 64' | Verslag |       | Franso Hariristadion, Erbil Toeschouwers: 20.000 Scheidsrechter: Valentin Kovalenko |

|                                               |         |       |      | |
| 28 juli 2011 «onderlinge duels» 20:00 (UTC+4) | Jemen   | 0 – 0 | Irak | Sheikh Kalifa Internationaal Stadion, Al Ain (VAE) Toeschouwers: 1.500 Scheidsrechter: Muhsen Basma |
| 28 juli 2011 «onderlinge duels» 20:00 (UTC+4) | Verslag |       |      | Sheikh Kalifa Internationaal Stadion, Al Ain (VAE) Toeschouwers: 1.500 Scheidsrechter: Muhsen Basma |

|                                               |                                                       |         |                              |                                                                                   |
| 23 juli 2011 «onderlinge duels» 19:30 (UTC+8) | Singapore                                             | 5 – 3   | Maleisië                     | Jalan Besarstadion, Singapore Toeschouwers: 6.000 Scheidsrechter: Nawaf Shukralla |
| 23 juli 2011 «onderlinge duels» 19:30 (UTC+8) | Đurić 8', 81' Qiu Li 22' Mustafić 44' Shi Jiayi 45+1' | Verslag | 1', 71' Safee 70' Abdul Hadi | Jalan Besarstadion, Singapore Toeschouwers: 6.000 Scheidsrechter: Nawaf Shukralla |

|                                               |           |         |               | |
| 28 juli 2011 «onderlinge duels» 20:45 (UTC+8) | Maleisië  | 1 – 1   | Singapore     | Bukit Jalil Nationaal Stadion, Kuala Lumpur Toeschouwers: 90.000 Scheidsrechter: Hiroyoshi Takayama |
| 28 juli 2011 «onderlinge duels» 20:45 (UTC+8) | Safee 57' | Verslag | 71' Shi Jiayi | Bukit Jalil Nationaal Stadion, Kuala Lumpur Toeschouwers: 90.000 Scheidsrechter: Hiroyoshi Takayama |

|                                               |                                                    |         |          |                                                                                           |
| 23 juli 2011 «onderlinge duels» 19:00 (UTC+5) | Oezbekistan                                        | 4 – 0   | Kirgizië | Pakhtakor Markaziystadion, Tasjkent Toeschouwers: 20.257 Scheidsrechter: Abdullah Balideh |
| 23 juli 2011 «onderlinge duels» 19:00 (UTC+5) | Geynrix 28' Bikmaev 48' Djeparov 55' Bakayev 90+2' | Verslag |          | Pakhtakor Markaziystadion, Tasjkent Toeschouwers: 20.257 Scheidsrechter: Abdullah Balideh |

|                                               |          |         |                               |                                                                            |
| 28 juli 2011 «onderlinge duels» 18:00 (UTC+6) | Kirgizië | 0 – 3   | Oezbekistan                   | Spartakstadion, Bisjkek Toeschouwers: 14.700 Scheidsrechter: Ali Abdulnabi |
| 28 juli 2011 «onderlinge duels» 18:00 (UTC+6) |          | Verslag | 47' Karpenko 65', 90' Nasimov | Spartakstadion, Bisjkek Toeschouwers: 14.700 Scheidsrechter: Ali Abdulnabi |

|                                               |                                                          |         |       |                                                                                                   |
| 23 juli 2011 «onderlinge duels» 20:00 (UTC+4) | Verenigde Arabische Emiraten                             | 3 – 0   | India | Sheikh Kalifa Internationaal Stadion, Al Ain Toeschouwers: 3.179 Scheidsrechter: Banjar Al-Dosari |
| 23 juli 2011 «onderlinge duels» 20:00 (UTC+4) | Al Kamali 21' (pen.) Al Shehhi 29' (pen.) Al Hammadi 81' | Verslag |       | Sheikh Kalifa Internationaal Stadion, Al Ain Toeschouwers: 3.179 Scheidsrechter: Banjar Al-Dosari |

|                                                  |                            |         |                              |                                                                                    |
| 28 juli 2011 «onderlinge duels» 19:00 (UTC+5:30) | India                      | 2 – 2   | Verenigde Arabische Emiraten | Ambedkarstadion, New Delhi Toeschouwers: 13.000 Scheidsrechter: Malik Abdul Bashir |
| 28 juli 2011 «onderlinge duels» 19:00 (UTC+5:30) | Lalpekhula 74' Singh 90+2' | Verslag | 40' Al Shehhi 72' Al-Wehaibi | Ambedkarstadion, New Delhi Toeschouwers: 13.000 Scheidsrechter: Malik Abdul Bashir |

|                                               |                                                                               |         |       |                                                                                            |
| 23 juli 2011 «onderlinge duels» 19:00 (UTC+3) | Jordanië                                                                      | 9 – 0   | Nepal | Amman International Stadium, Amman Toeschouwers: 17.000 Scheidsrechter: Yadollah Jahanbazi |
| 23 juli 2011 «onderlinge duels» 19:00 (UTC+3) | Mahmoud 7', 72', 83', 90' Khalil 20', 57' Ibrahim 20', 62' Abdallah Salim 24' | Verslag |       | Amman International Stadium, Amman Toeschouwers: 17.000 Scheidsrechter: Yadollah Jahanbazi |

|                                                  |            |         |            |                                                                                  |
| 28 juli 2011 «onderlinge duels» 15:30 (UTC+5:45) | Nepal      | 1 – 1   | Jordanië   | Dasarath Rangasalastadion, Kathmandu Toeschouwers: 20.000 Scheidsrechter: Fan Qi |
| 28 juli 2011 «onderlinge duels» 15:30 (UTC+5:45) | Khawas 80' | Verslag | 53' Murjan | Dasarath Rangasalastadion, Kathmandu Toeschouwers: 20.000 Scheidsrechter: Fan Qi |

## Derde ronde
In tegenstelling tot het vorige WK plaatsten slechts twee van de twintig landen niet voor de tweede roinde, Turkmenistan en Syrië werden respectievelijk uitgeschakeld door Indonesië en Tadzjikistan.

### Loting
De landen werden op basis van de FIFA-wereldranglijst van juli 2011 in de potten geplaatst. De loting vond op 30 juli 2011 plaats in Brazilië. De wedstrijden werden gespeeld tussen 2 september 2011 en 29 februari 2012. De nummer 1 en 2 van elke groep plaatste zich voor de vierde ronde. Tussen haakjes de positie op de FIFA-ranglijst van juli 2011.
| Pot 1                                                          | Pot 2                                                                     | Pot 3                                                                              | Pot 4                                                                          |
| -------------------------------------------------------------- | ------------------------------------------------------------------------- | ---------------------------------------------------------------------------------- | ------------------------------------------------------------------------------ |
| Japan (16) Australië (23) Zuid-Korea (28) Iran (54) China (73) | Oezbekistan (83) Qatar (90) Jordanië (91) Saoedi-Arabië (92) Koeweit (95) | Bahrein (100) Syrië (104) Oman (107) Irak (108) Verenigde Arabische Emiraten (109) | Noord-Korea (115) Thailand (119) Singapore (131) Indonesië (153) Libanon (159) |

### Groep A
De Chinese Superleague werd steeds aantrekkelijker voor buitenlandse voetballers vanwege de hoge salarissen, maar met het nationale elftal bleef het behelpen. Na een moeizame zege op dreumes Singapore werd er drie keer verloren en was de ploeg al snel uitgeschakeld. Voor de derde achtereenvolgende keer overleefde China de voorronde niet. Zowel Irak als Jordanië plaatsten zich met gemak voor de finale-poule, Jordanië voor de eerste keer, Irak voor de eerste keer sinds 2002.
| Nr. | Land      | GW | W | G | V | DV | DT | DS  | Ptn | Resultaat   |
| --- | --------- | -- | - | - | - | -- | -- | --- | --- | ----------- |
| 1   | Irak      | 6  | 5 | 0 | 1 | 14 | 4  | +10 | 15  | Derde ronde |
| 2   | Jordanië  | 6  | 4 | 0 | 2 | 11 | 7  | +4  | 12  | Derde ronde |
| 3   | China     | 6  | 3 | 0 | 3 | 10 | 6  | +4  | 9   |             |
| 4   | Singapore | 6  | 0 | 0 | 6 | 2  | 20 | −18 | 0   |             |

|                                                   |                                 |         |           |                                                                              |
| 2 september 2011 «onderlinge duels» 20:00 (UTC+8) | China                           | 2 – 1   | Singapore | Tuodongstadion, Kunming Toeschouwers: 17.000 Scheidsrechter: Andre El Haddad |
| 2 september 2011 «onderlinge duels» 20:00 (UTC+8) | Zheng Zhi 69' (pen.) Yu Hai 73' | Verslag | 33' Đurić | Tuodongstadion, Kunming Toeschouwers: 17.000 Scheidsrechter: Andre El Haddad |

|                                                   |      |         |                       |                                                                                  |
| 2 september 2011 «onderlinge duels» 17:00 (UTC+3) | Irak | 0 – 2   | Jordanië              | Franso Hariristadion, Erbil Toeschouwers: 24.000 Scheidsrechter: Nawaf Shukralla |
| 2 september 2011 «onderlinge duels» 17:00 (UTC+3) |      | Verslag | 43' Mahmoud 47' Salim | Franso Hariristadion, Erbil Toeschouwers: 24.000 Scheidsrechter: Nawaf Shukralla |

|                                                   |           |         |                             |                                                                               |
| 6 september 2011 «onderlinge duels» 19:30 (UTC+8) | Singapore | 0 – 2   | Irak                        | Jalan Besarstadion, Singapore Toeschouwers: 5.505 Scheidsrechter: Minoru Tōjō |
| 6 september 2011 «onderlinge duels» 19:30 (UTC+8) |           | Verslag | 50' Abdul-Zahra 86' Mahmoud | Jalan Besarstadion, Singapore Toeschouwers: 5.505 Scheidsrechter: Minoru Tōjō |

|                                                   |                         |         |                |                                                                                         |
| 6 september 2011 «onderlinge duels» 19:00 (UTC+3) | Jordanië                | 2 – 1   | China          | Amman International Stadium, Amman Toeschouwers: 19.000 Scheidsrechter: Ravshan Irmatov |
| 6 september 2011 «onderlinge duels» 19:00 (UTC+3) | Suleiman 49' Khalil 56' | Verslag | 57' Hao Junmin | Amman International Stadium, Amman Toeschouwers: 19.000 Scheidsrechter: Ravshan Irmatov |

|                                                  |           |         |                                       |                                                                                   |
| 11 oktober 2011 «onderlinge duels» 19:30 (UTC+8) | Singapore | 0 – 3   | Jordanië                              | Jalan Besarstadion, Singapore Toeschouwers: 3.799 Scheidsrechter: Choi Myung-Yong |
| 11 oktober 2011 «onderlinge duels» 19:30 (UTC+8) |           | Verslag | 11' Salim 54' Bani Yaseen 64' Ibrahim | Jalan Besarstadion, Singapore Toeschouwers: 3.799 Scheidsrechter: Choi Myung-Yong |

|                                                  |       |         |             |                                                                                              |
| 11 oktober 2011 «onderlinge duels» 20:15 (UTC+8) | China | 0 – 1   | Irak        | Shenzhen Bay Sportcenter, Shenzhen Toeschouwers: 25.021 Scheidsrechter: Saeid Mozaffarizadeh |
| 11 oktober 2011 «onderlinge duels» 20:15 (UTC+8) |       | Verslag | 45' Mahmoud | Shenzhen Bay Sportcenter, Shenzhen Toeschouwers: 25.021 Scheidsrechter: Saeid Mozaffarizadeh |

|                                                   |               |         |       |                                                                                  |
| 11 november 2011 «onderlinge duels» 17:15 (UTC+3) | Irak          | 1 – 0   | China | Grand Hamadstadion, Doha (Qatar) Toeschouwers: 5.000 Scheidsrechter: Peter Green |
| 11 november 2011 «onderlinge duels» 17:15 (UTC+3) | Mahmoud 90+2' | Verslag |       | Grand Hamadstadion, Doha (Qatar) Toeschouwers: 5.000 Scheidsrechter: Peter Green |

|                                                   |                        |         |           |                                                                                      |
| 11 november 2011 «onderlinge duels» 18:00 (UTC+2) | Jordanië               | 2 – 0   | Singapore | Amman International Stadium, Amman Toeschouwers: 19.000 Scheidsrechter: Ben Williams |
| 11 november 2011 «onderlinge duels» 18:00 (UTC+2) | Ibrahim 15' Khalil 65' | Verslag |           | Amman International Stadium, Amman Toeschouwers: 19.000 Scheidsrechter: Ben Williams |

|                                                   |           |         |                                                |                                                                                    |
| 15 november 2011 «onderlinge duels» 19:30 (UTC+8) | Singapore | 0 – 4   | China                                          | Jalan Besarstadion, Singapore Toeschouwers: 5.474 Scheidsrechter: Abdullah Balideh |
| 15 november 2011 «onderlinge duels» 19:30 (UTC+8) |           | Verslag | 41' Yu Hai 56' Li Weifeng 73', 81' Zheng Zheng | Jalan Besarstadion, Singapore Toeschouwers: 5.474 Scheidsrechter: Abdullah Balideh |

|                                                   |             |         |                          |                                                                                        |
| 15 november 2011 «onderlinge duels» 18:00 (UTC+2) | Jordanië    | 1 – 3   | Irak                     | Amman International Stadium, Amman Toeschouwers: 13.000 Scheidsrechter: Ali Al Badwawi |
| 15 november 2011 «onderlinge duels» 18:00 (UTC+2) | Mahmoud 17' | Verslag | 55', 81' Akram 65' Munir | Amman International Stadium, Amman Toeschouwers: 13.000 Scheidsrechter: Ali Al Badwawi |

|                                                   |                                  |         |            |                                                                                           |
| 29 februari 2012 «onderlinge duels» 16:00 (UTC+8) | China                            | 3 – 1   | Jordanië   | Guangzhou Universiteitsstadion, Guangzhou Toeschouwers: 6.104 Scheidsrechter: Vo Minh Tri |
| 29 februari 2012 «onderlinge duels» 16:00 (UTC+8) | Hao Junmin 43', 69' Yu Dabao 88' | Verslag | 85' Othman | Guangzhou Universiteitsstadion, Guangzhou Toeschouwers: 6.104 Scheidsrechter: Vo Minh Tri |

|                                                   |                                                                                        |         |           |                                                                                       |
| 29 februari 2012 «onderlinge duels» 16:45 (UTC+3) | Irak                                                                                   | 7 – 1   | Singapore | Grand Hamadstadion, Doha (Qatar) Toeschouwers: 950 Scheidsrechter: Abdullah Al Hilali |
| 29 februari 2012 «onderlinge duels» 16:45 (UTC+3) | Jassim 5' Mahmoud 11', 61', 90+3' H. W. Mohammed 22' (pen.) Akram 36' (pen.) Karim 48' | Verslag | 27' Abdul | Grand Hamadstadion, Doha (Qatar) Toeschouwers: 950 Scheidsrechter: Abdullah Al Hilali |

### Groep B
De Verenigde Emiraten plaatsten zich meestal voor de finale-poule, maar verloor nu de eerste vijf wedstrijden. Dat bood perspectieven voor Koeweit en Libanon, die nu achter het favoriete Zuid-Korea streden voor een plaats in de finale-poule. Libanon begon met een duidelijke nederlaag tegen Zuid-Korea: 6-0, Park Chu-young scoorde drie doelpunten, maar werd kansrijk nadat het vierde punten pakte tegen Koeweit. Op de vijfde speeldag was kwalificatie voor de finale-poule bijna zeker door Zuid-Korea met 2-1 te verslaan door een laat doelpunt van Abbas Ali Atwi.
De schok was dermate groot voor Zuid-Korea, dat de coach nog voor de beslissende wedstrijd tegen Koeweit werd ontslagen. Op de laatste speeldag zou een gelijkspel tegen Koeweit genoeg zijn, nadat de Koeweiti op de paal schoten won Zuid-Korea met 2-0 door goals in het laatste half uur en plaatste zich samen met Libanon alsnog voor de finale-poule.
| Nr. | Land       | GW | W | G | V | DV | DT | DS  | Ptn | Resultaat   |
| --- | ---------- | -- | - | - | - | -- | -- | --- | --- | ----------- |
| 1   | Zuid-Korea | 6  | 4 | 1 | 1 | 14 | 4  | +10 | 13  | Derde ronde |
| 2   | Libanon    | 6  | 3 | 1 | 2 | 10 | 14 | −4  | 10  | Derde ronde |
| 3   | Koeweit    | 6  | 2 | 2 | 2 | 8  | 9  | −1  | 8   |             |
| 4   | V.A.E.     | 6  | 1 | 0 | 5 | 9  | 14 | −5  | 3   |             |

|                                                   |                                                                     |         |         |                                                                               |
| 2 september 2011 «onderlinge duels» 20:00 (UTC+9) | Zuid-Korea                                                          | 6 – 0   | Libanon | Goyangstadion, Goyang Toeschouwers: 37.655 Scheidsrechter: Malik Abdul Bashir |
| 2 september 2011 «onderlinge duels» 20:00 (UTC+9) | Park Chu-young 8', 45+1', 67' Ji Dong-won 66', 85' Kim Jung-woo 82' | Verslag |         | Goyangstadion, Goyang Toeschouwers: 37.655 Scheidsrechter: Malik Abdul Bashir |

|                                                   |                              |         |                             |                                                                           |
| 2 september 2011 «onderlinge duels» 19:30 (UTC+4) | Verenigde Arabische Emiraten | 2 – 3   | Koeweit                     | Al Qatarastadion, Al Ain Toeschouwers: 8.715 Scheidsrechter: Muhsen Basma |
| 2 september 2011 «onderlinge duels» 19:30 (UTC+4) | Al Hammadi 84' Khalil 89'    | Verslag | 7', 65' Nasser 51' Al-Mutwa | Al Qatarastadion, Al Ain Toeschouwers: 8.715 Scheidsrechter: Muhsen Basma |

|                                                   |                                           |         |                              |                                                                                                  |
| 6 september 2011 «onderlinge duels» 17:00 (UTC+3) | Libanon                                   | 3 – 1   | Verenigde Arabische Emiraten | Camille Chamoun Sports City Stadium, Beiroet Toeschouwers: 4.000 Scheidsrechter: Alireza Faghani |
| 6 september 2011 «onderlinge duels» 17:00 (UTC+3) | Ghaddar 37' (pen.) Moghrabi 52' Antar 83' | Verslag | 16' Khamees                  | Camille Chamoun Sports City Stadium, Beiroet Toeschouwers: 4.000 Scheidsrechter: Alireza Faghani |

|                                                   |           |         |                   |                                                                                        |
| 6 september 2011 «onderlinge duels» 20:00 (UTC+3) | Koeweit   | 1 – 1   | Zuid-Korea        | Peace and Friendshipstadion, Koeweit Toeschouwers: 20.000 Scheidsrechter: Mohsen Torky |
| 6 september 2011 «onderlinge duels» 20:00 (UTC+3) | Fadel 54' | Verslag | 9' Park Chu-young | Peace and Friendshipstadion, Koeweit Toeschouwers: 20.000 Scheidsrechter: Mohsen Torky |

|                                                  |                                         |         |                              |                                                                            |
| 11 oktober 2011 «onderlinge duels» 20:00 (UTC+9) | Zuid-Korea                              | 2 – 1   | Verenigde Arabische Emiraten | Suwon World Cupstadion, Suwon Toeschouwers: 28.689 Scheidsrechter: Tan Hai |
| 11 oktober 2011 «onderlinge duels» 20:00 (UTC+9) | Park Chu-young 55' Al Kamali 64' (e.d.) | Verslag | 90+2' Matar                  | Suwon World Cupstadion, Suwon Toeschouwers: 28.689 Scheidsrechter: Tan Hai |

|                                                  |                         |         |                            |                                                                                                |
| 11 oktober 2011 «onderlinge duels» 17:00 (UTC+3) | Libanon                 | 2 – 2   | Koeweit                    | Camille Chamoun Sports City Stadium, Beiroet Toeschouwers: 32.000 Scheidsrechter: Masaaki Toma |
| 11 oktober 2011 «onderlinge duels» 17:00 (UTC+3) | Maatouk 15', 86' (pen.) | Verslag | 51' Neda 89' (e.d.) Younes | Camille Chamoun Sports City Stadium, Beiroet Toeschouwers: 32.000 Scheidsrechter: Masaaki Toma |

|                                                   |                              |         |                                      |                                                                             |
| 11 november 2011 «onderlinge duels» 16:45 (UTC+4) | Verenigde Arabische Emiraten | 0 – 2   | Zuid-Korea                           | Al-Rashidstadion, Dubai Toeschouwers: 8.272 Scheidsrechter: Ravshan Irmatov |
| 11 november 2011 «onderlinge duels» 16:45 (UTC+4) |                              | Verslag | 88' Lee Keun-ho 90+3' Park Chu-young | Al-Rashidstadion, Dubai Toeschouwers: 8.272 Scheidsrechter: Ravshan Irmatov |

|                                                   |         |         |            |                                                                                              |
| 11 november 2011 «onderlinge duels» 17:30 (UTC+3) | Koeweit | 0 – 1   | Libanon    | Peace and Friendshipstadion, Koeweit Toeschouwers: 17.500 Scheidsrechter: Valentin Kovalenko |
| 11 november 2011 «onderlinge duels» 17:30 (UTC+3) |         | Verslag | 57' El Ali | Peace and Friendshipstadion, Koeweit Toeschouwers: 17.500 Scheidsrechter: Valentin Kovalenko |

|                                                   |                                 |         |                        | |
| 15 november 2011 «onderlinge duels» 14:30 (UTC+2) | Libanon                         | 2 – 1   | Zuid-Korea             | Camille Chamoun Sports City Stadium, Beiroet Toeschouwers: 35.000 Scheidsrechter: Khalil Al Ghamdi |
| 15 november 2011 «onderlinge duels» 14:30 (UTC+2) | Al Saadi 4' Ali Atwi 32' (pen.) | Verslag | 20' (pen.)Koo Ja-Cheol | Camille Chamoun Sports City Stadium, Beiroet Toeschouwers: 35.000 Scheidsrechter: Khalil Al Ghamdi |

|                                                   |                               |         |                              |                                                                                              |
| 15 november 2011 «onderlinge duels» 17:30 (UTC+3) | Koeweit                       | 2 – 1   | Verenigde Arabische Emiraten | Peace and Friendshipstadion, Koeweit Toeschouwers: 10.000 Scheidsrechter: Abdullah Al Hilali |
| 15 november 2011 «onderlinge duels» 17:30 (UTC+3) | Al Enezi 50' Abbas 68' (e.d.) | Verslag | 19' Matar                    | Peace and Friendshipstadion, Koeweit Toeschouwers: 10.000 Scheidsrechter: Abdullah Al Hilali |

|                                                   |                                   |         |         |                                                                                     |
| 29 februari 2012 «onderlinge duels» 21:00 (UTC+9) | Zuid-Korea                        | 2 – 0   | Koeweit | Suwon World Cupstadion, Suwon Toeschouwers: 46.551 Scheidsrechter: Yuichi Nishimura |
| 29 februari 2012 «onderlinge duels» 21:00 (UTC+9) | Lee Dong-Gook 65' Lee Keun-ho 71' | Verslag |         | Suwon World Cupstadion, Suwon Toeschouwers: 46.551 Scheidsrechter: Yuichi Nishimura |

|                                                   |                                         |         |                          |                                                                              |
| 29 februari 2012 «onderlinge duels» 16:00 (UTC+4) | Verenigde Arabische Emiraten            | 4 – 2   | Libanon                  | Al Nahyanstadion, Abu Dhabi Toeschouwers: 10.000 Scheidsrechter: Peter Green |
| 29 februari 2012 «onderlinge duels» 16:00 (UTC+4) | Saeed 20', 78' Al-Wehaibi 38' Matar 69' | Verslag | 23' El Ali 45+2' Maatouk | Al Nahyanstadion, Abu Dhabi Toeschouwers: 10.000 Scheidsrechter: Peter Green |

### Groep C
Net als bij het vorige WK werden er weinig doelpunten gescoord in de wedstrijden van het defensieve Noord-Korea, alleen nu werden de Noord-Koreanen na drie nederlagen met maar één doelpunt verschil uitgeschakeld. Een 1-0 nederlaag tegen Oezbekistan was genoeg voor definitieve uitschakeling en Noord-Korea werd het eerste uitgeschakelde land dat deelnam aan het vorige WK. Oezbekistan werd zelfs eerste in zijn groep door in Tokyo met 0-1 van het eveneens geplaatste Japan te winnen en hoopte na vier achtereenvolgende mislukte campagnes zich te plaatsen voor de Eindronde.
| Nr. | Land         | GW | W | G | V | DV | DT | DS  | Ptn | Resultaat   |
| --- | ------------ | -- | - | - | - | -- | -- | --- | --- | ----------- |
| 1   | Oezbekistan  | 6  | 5 | 1 | 0 | 8  | 1  | +7  | 16  | Derde ronde |
| 2   | Japan        | 6  | 3 | 1 | 2 | 14 | 3  | +11 | 10  | Derde ronde |
| 3   | Noord-Korea  | 6  | 2 | 1 | 3 | 3  | 4  | −1  | 7   |             |
| 4   | Tadzjikistan | 6  | 0 | 1 | 5 | 1  | 18 | −17 | 1   |             |

|                                                   |               |         |             |                                                                             |
| 2 september 2011 «onderlinge duels» 19:24 (UTC+9) | Japan         | 1 – 0   | Noord-Korea | Saitamastadion, Saitama Toeschouwers: 62.000 Scheidsrechter: Ali Al-Badwawi |
| 2 september 2011 «onderlinge duels» 19:24 (UTC+9) | Yoshida 90+4' | Verslag |             | Saitamastadion, Saitama Toeschouwers: 62.000 Scheidsrechter: Ali Al-Badwawi |

|                                                   |              |         |               |                                                                             |
| 2 september 2011 «onderlinge duels» 16:30 (UTC+5) | Tadzjikistan | 0 – 1   | Oezbekistan   | Metallurgstadion, Toersoenzoda Toeschouwers: 15.000 Scheidsrechter: Tan Hai |
| 2 september 2011 «onderlinge duels» 16:30 (UTC+5) |              | Verslag | 72' Shatskikh | Metallurgstadion, Toersoenzoda Toeschouwers: 15.000 Scheidsrechter: Tan Hai |

|                                                   |                  |         |              |                                                                              |
| 6 september 2011 «onderlinge duels» 16:30 (UTC+9) | Noord-Korea      | 1 – 0   | Tadzjikistan | Yanggakdostadion, Pyongyang Toeschouwers: 28.000 Scheidsrechter: Vo Minh Tri |
| 6 september 2011 «onderlinge duels» 16:30 (UTC+9) | Pak Nam-Chol 14' | Verslag |              | Yanggakdostadion, Pyongyang Toeschouwers: 28.000 Scheidsrechter: Vo Minh Tri |

|                                                   |             |         |             |                                                                                           |
| 6 september 2011 «onderlinge duels» 19:00 (UTC+5) | Oezbekistan | 1 – 1   | Japan       | Pakhtakor Markaziystadion, Tasjkent Toeschouwers: 32.000 Scheidsrechter: Khalil Al Ghamdi |
| 6 september 2011 «onderlinge duels» 19:00 (UTC+5) | Djeparov 8' | Verslag | 65' Okazaki | Pakhtakor Markaziystadion, Tasjkent Toeschouwers: 32.000 Scheidsrechter: Khalil Al Ghamdi |

|                                                  |             |         |             |                                                                                  |
| 11 oktober 2011 «onderlinge duels» 16:00 (UTC+9) | Noord-Korea | 0 – 1   | Oezbekistan | Yanggakdostadion, Pyongyang Toeschouwers: 29.000 Scheidsrechter: Alireza Faghani |
| 11 oktober 2011 «onderlinge duels» 16:00 (UTC+9) |             | Verslag | 26' Geynrix | Yanggakdostadion, Pyongyang Toeschouwers: 29.000 Scheidsrechter: Alireza Faghani |

|                                                  |                                                                            |         |              |                                                                       |
| 11 oktober 2011 «onderlinge duels» 19:45 (UTC+9) | Japan                                                                      | 8 – 0   | Tadzjikistan | Nagaistadion, Osaka Toeschouwers: 44.688 Scheidsrechter: Ben Williams |
| 11 oktober 2011 «onderlinge duels» 19:45 (UTC+9) | Havenaar 11', 47' Okazaki 19', 74' Komano 35' Kagawa 41', 68' Nakamura 56' | Verslag |              | Nagaistadion, Osaka Toeschouwers: 44.688 Scheidsrechter: Ben Williams |

|                                                   |              |         |                                        |                                                                              |
| 11 november 2011 «onderlinge duels» 14:00 (UTC+5) | Tadzjikistan | 0 – 4   | Japan                                  | Centraalstadion, Doesjanbe Toeschouwers: 18.000 Scheidsrechter: Kim Dong Jin |
| 11 november 2011 «onderlinge duels» 14:00 (UTC+5) |              | Verslag | 36' Konno 61', 90+2' Okazaki 82' Maeda | Centraalstadion, Doesjanbe Toeschouwers: 18.000 Scheidsrechter: Kim Dong Jin |

|                                                   |             |         |             |                                                                                          |
| 11 november 2011 «onderlinge duels» 18:00 (UTC+5) | Oezbekistan | 1 – 0   | Noord-Korea | Pakhtakor Markaziystadion, Tasjkent Toeschouwers: 27.525 Scheidsrechter: Andre El Haddad |
| 11 november 2011 «onderlinge duels» 18:00 (UTC+5) | Kapadze 48' | Verslag |             | Pakhtakor Markaziystadion, Tasjkent Toeschouwers: 27.525 Scheidsrechter: Andre El Haddad |

|                                                   |                  |         |       |                                                                                    |
| 15 november 2011 «onderlinge duels» 16:00 (UTC+9) | Noord-Korea      | 1 – 0   | Japan | Kim Il-sungstadion, Pyongyang Toeschouwers: 50.000 Scheidsrechter: Nawaf Shukralla |
| 15 november 2011 «onderlinge duels» 16:00 (UTC+9) | Pak Nam-Chol 50' | Verslag |       | Kim Il-sungstadion, Pyongyang Toeschouwers: 50.000 Scheidsrechter: Nawaf Shukralla |

|                                                   |                                      |         |              |                                                                                            |
| 15 november 2011 «onderlinge duels» 18:00 (UTC+5) | Oezbekistan                          | 3 – 0   | Tadzjikistan | Pakhtakor Markaziystadion, Tasjkent Toeschouwers: 5.325 Scheidsrechter: Mohamed Al Zarouni |
| 15 november 2011 «onderlinge duels» 18:00 (UTC+5) | Tursunov 35' Ahmedov 60' Geynrix 70' | Verslag |              | Pakhtakor Markaziystadion, Tasjkent Toeschouwers: 5.325 Scheidsrechter: Mohamed Al Zarouni |

|                                                   |                 |         |                           |                                                                                                 |
| 29 februari 2012 «onderlinge duels» 13:30 (UTC+5) | Tadzjikistan    | 1 – 1   | Noord-Korea               | 20-Letie Nezavisimostistadion, Choedzjand Toeschouwers: 35.000 Scheidsrechter: Banjar Al-Dosari |
| 29 februari 2012 «onderlinge duels» 13:30 (UTC+5) | Khamroqulov 61' | Verslag | 54' (pen.) Jang Song-Hyok | 20-Letie Nezavisimostistadion, Choedzjand Toeschouwers: 35.000 Scheidsrechter: Banjar Al-Dosari |

|                                                   |       |         |             |                                                                             |
| 29 februari 2012 «onderlinge duels» 19:32 (UTC+9) | Japan | 0 – 1   | Oezbekistan | Toyotastadion, Toyota Toeschouwers: 42.720 Scheidsrechter: Abdullah Balideh |
| 29 februari 2012 «onderlinge duels» 19:32 (UTC+9) |       | Verslag | 53' Shadrin | Toyotastadion, Toyota Toeschouwers: 42.720 Scheidsrechter: Abdullah Balideh |

### Groep D
Frank Rijkaard werd aangesteld als bondscoach van Saoedi-Arabië, Rijkaard die zowel als speler (Europees kampioen met Oranje en Champions Leagues met AC Milan en Ajax) als trainer (Champions League met FC Barcelona) grote triomfen vierde kreeg een driejarig contract met de opdracht zich te plaatsen voor het WK. Na doelpuntloze gelijke spelen tegen Oman en  Thailand en een kansloze thuisnederlaag tegen Australië werd er met 3-0 gewonnen van Thailand, maar door opnieuw een doelpuntloos gelijkspel tegen Oman bleef kwalificaticatie voor de finale-poule onzeker.
Saoedi-Arabië moest nu de uitwedstrijd van het al geplaatste Australië winnen om niet afhankelijk te zijn van de uitslag van het duel tussen Oman en Thailand. De Saoedi's kwamen met 1-2 voor, maar door drie doelpunten tussen de 73e en 76e minuut werd de ploeg van Rijkaard verslagen. Oman rook zijn kans en door een 2-0 zege op Thailand was Saoedi-Arabië uitgeschakeld, tot grote vreugde van het kleine voetballand. Rijkaard besloot niet zelf op te stappen, maar na slechte resultaten in de Golf-Cup een jaar later werd Rijkaard alsnog ontslagen.
| Nr.Na met 3-0 gewonnen van Thailand | Land          | GW | W | G | V | DV | DT | DS | Ptn | Resultaat   |
| ----------------------------------- | ------------- | -- | - | - | - | -- | -- | -- | --- | ----------- |
| 1                                   | Australië     | 6  | 5 | 0 | 1 | 13 | 5  | +8 | 15  | Derde ronde |
| 2                                   | Oman          | 6  | 2 | 2 | 2 | 3  | 6  | −3 | 8   | Derde ronde |
| 3                                   | Saoedi-Arabië | 6  | 1 | 3 | 2 | 6  | 7  | −1 | 6   |             |
| 4                                   | Thailand      | 6  | 1 | 1 | 4 | 4  | 8  | −4 | 4   |             |

|                                                    |                         |         |            |                                                                                 |
| 2 september 2011 «onderlinge duels» 20:06 (UTC+11) | Australië               | 2 – 1   | Thailand   | Suncorp Stadium, Brisbane Toeschouwers: 24.540 Scheidsrechter: Abdullah Balideh |
| 2 september 2011 «onderlinge duels» 20:06 (UTC+11) | Kennedy 58' Brosque 86' | Verslag | 15' Dangda | Suncorp Stadium, Brisbane Toeschouwers: 24.540 Scheidsrechter: Abdullah Balideh |

|                                                   |         |       |               |                                                                               |
| 2 september 2011 «onderlinge duels» 19:00 (UTC+4) | Oman    | 0 – 0 | Saoedi-Arabië | Al-Seebstadion, Muscat Toeschouwers: 14.000 Scheidsrechter: Abdulrahman Abdou |
| 2 september 2011 «onderlinge duels» 19:00 (UTC+4) | Verslag |       |               | Al-Seebstadion, Muscat Toeschouwers: 14.000 Scheidsrechter: Abdulrahman Abdou |

|                                                   |                                            |         |      |                                                                               |
| 6 september 2011 «onderlinge duels» 18:00 (UTC+7) | Thailand                                   | 3 – 0   | Oman | Rajamangalastadion, Bangkok Toeschouwers: 19.000 Scheidsrechter: Kim Dong Jin |
| 6 september 2011 «onderlinge duels» 18:00 (UTC+7) | Soleb 35' Dangda 41' Al Farsi 90+1' (e.d.) | Verslag |      | Rajamangalastadion, Bangkok Toeschouwers: 19.000 Scheidsrechter: Kim Dong Jin |

|                                                   |                 |         |                                       |                                                                                              |
| 6 september 2011 «onderlinge duels» 20:30 (UTC+3) | Saoedi-Arabië   | 1 – 3   | Australië                             | Prince Mohamed bin Fahdstadion, Dammam Toeschouwers: 15.000 Scheidsrechter: Yuichi Nishimura |
| 6 september 2011 «onderlinge duels» 20:30 (UTC+3) | Al-Shamrani 66' | Verslag | 40', 56' Kennedy 77' (pen.) Wilkshire | Prince Mohamed bin Fahdstadion, Dammam Toeschouwers: 15.000 Scheidsrechter: Yuichi Nishimura |

|                                                   |                                   |         |      |                                                                             |
| 11 oktober 2011 «onderlinge duels» 19:30 (UTC+11) | Australië                         | 3 – 0   | Oman | ANZ Stadium, Sydney Toeschouwers: 24.732 Scheidsrechter: Valentin Kovalenko |
| 11 oktober 2011 «onderlinge duels» 19:30 (UTC+11) | Holman 8' Kennedy 65' Jedinak 85' | Verslag |      | ANZ Stadium, Sydney Toeschouwers: 24.732 Scheidsrechter: Valentin Kovalenko |

|                                                  |          |       |               |                                                                                  |
| 11 oktober 2011 «onderlinge duels» 18:00 (UTC+7) | Thailand | 0 – 0 | Saoedi-Arabië | Rajamangalastadion, Bangkok Toeschouwers: 42.000 Scheidsrechter: Ravshan Irmatov |
| 11 oktober 2011 «onderlinge duels» 18:00 (UTC+7) | Verslag  |       |               | Rajamangalastadion, Bangkok Toeschouwers: 42.000 Scheidsrechter: Ravshan Irmatov |

|                                                   |              |         |           |                                                                                        |
| 11 november 2011 «onderlinge duels» 18:00 (UTC+4) | Oman         | 1 – 0   | Australië | Sultan Qaboos Sports Complex, Muscat Toeschouwers: 4.500 Scheidsrechter: Ali Abdulnabi |
| 11 november 2011 «onderlinge duels» 18:00 (UTC+4) | Al Hosni 18' | Verslag |           | Sultan Qaboos Sports Complex, Muscat Toeschouwers: 4.500 Scheidsrechter: Ali Abdulnabi |

|                                                   |                                          |         |          |                                                                              |
| 11 november 2011 «onderlinge duels» 19:30 (UTC+3) | Saoedi-Arabië                            | 3 – 0   | Thailand | Koning Fahdstadion, Riyadh Toeschouwers: 32.500 Scheidsrechter: Liu Kwok Man |
| 11 november 2011 «onderlinge duels» 19:30 (UTC+3) | Hazazi 59' Al-Fraidi 80' Noor 89' (pen.) | Verslag |          | Koning Fahdstadion, Riyadh Toeschouwers: 32.500 Scheidsrechter: Liu Kwok Man |

|                                                   |          |         |            |                                                                                         |
| 15 november 2011 «onderlinge duels» 18:00 (UTC+7) | Thailand | 0 – 1   | Australië  | Suphachalasaistadion, Bangkok Toeschouwers: 19.400 Scheidsrechter: Saeid Mozaffarizadeh |
| 15 november 2011 «onderlinge duels» 18:00 (UTC+7) |          | Verslag | 77' Holman | Suphachalasaistadion, Bangkok Toeschouwers: 19.400 Scheidsrechter: Saeid Mozaffarizadeh |

|                                                   |               |       |      |                                                                             |
| 15 november 2011 «onderlinge duels» 19:30 (UTC+3) | Saoedi-Arabië | 0 – 0 | Oman | Koning Fahdstadion, Riaad Toeschouwers: 62.740 Scheidsrechter: Mohsen Torky |
| 15 november 2011 «onderlinge duels» 19:30 (UTC+3) | Verslag       |       |      | Koning Fahdstadion, Riaad Toeschouwers: 62.740 Scheidsrechter: Mohsen Torky |

|                                                    |                                         |         |                                  |                                                                        |
| 29 februari 2012 «onderlinge duels» 20:30 (UTC+11) | Australië                               | 4 – 2   | Saoedi-Arabië                    | AAMI Park, Melbourne Toeschouwers: 24.240 Scheidsrechter: Kim Dong-Jin |
| 29 februari 2012 «onderlinge duels» 20:30 (UTC+11) | Brosque 43', 75' Kewell 73' Emerton 76' | Verslag | 19' Al-Dossari 45+2' Al-Shamrani | AAMI Park, Melbourne Toeschouwers: 24.240 Scheidsrechter: Kim Dong-Jin |

|                                                   |                               |         |          |                                                                                        |
| 29 februari 2012 «onderlinge duels» 13:30 (UTC+4) | Oman                          | 2 – 0   | Thailand | Sultan Qaboos Sports Complex, Muscat Toeschouwers: 22.000 Scheidsrechter: Masaaki Toma |
| 29 februari 2012 «onderlinge duels» 13:30 (UTC+4) | Al-Hadhri 8' Al-Muqbali 90+2' | Verslag |          | Sultan Qaboos Sports Complex, Muscat Toeschouwers: 22.000 Scheidsrechter: Masaaki Toma |

### Groep E
Ook Wim Rijsbergen haalde de finale-poule niet met het Indonesische elftal, het verloor alle zes wedstrijden, vaak met hoge cijfers. Iran plaatste zich als eerste voor de finale-poule, het speelde alleen gelijk in de uitwedstrijden tegen Qatar en Bahrein, men won vooral met overmacht van Bahrein, dat al na 43 seconden met 10 man speelde: 6-0.
Bahrein en Qatar streden om de tweede plaats, voor de laatste speeldag had Qatar drie punten voorsprong en een voorsprong in doelsaldo van tien doelpunten, Qatar moest op bezoek bij Iran en Bahrein ontving Indonesië. Met een half uur te spelen stond Qatar met 2-1 achter, terwijl Bahrein met 4-0 voor stond. In het laatste half uur raakte Bahrein verder op schot en scoorde nog zes goals, maar een late gelijkmaker van de Qatarees Mohammed Kasola voorkwam dat de inhaalrace van Bahrein succesvol was. De FIFA onderzocht nog de ongebruikelijke uitslag van Bahrein-Indonesië op gebied van "Match-fixing", maar bewijs werd er niet gevonden.
| Nr. | Land      | GW | W | G | V | DV | DT | DS  | Ptn | Resultaat   |
| --- | --------- | -- | - | - | - | -- | -- | --- | --- | ----------- |
| 1   | Iran      | 6  | 3 | 3 | 0 | 17 | 5  | +12 | 12  | Derde ronde |
| 2   | Qatar     | 6  | 2 | 4 | 0 | 10 | 5  | +5  | 10  | Derde ronde |
| 3   | Bahrein   | 6  | 2 | 3 | 1 | 13 | 7  | +6  | 9   |             |
| 4   | Indonesië | 6  | 0 | 0 | 6 | 3  | 26 | −23 | 0   |             |

|                                                      |                                  |         |           |                                                                         |
| 2 september 2011 «onderlinge duels» 20:00 (UTC+4:30) | Iran                             | 3 – 0   | Indonesië | Azadistadion, Teheran Toeschouwers: 89.800 Scheidsrechter: Masaaki Toma |
| 2 september 2011 «onderlinge duels» 20:00 (UTC+4:30) | Nekounam 53', 74' Teymourian 87' | Verslag |           | Azadistadion, Teheran Toeschouwers: 89.800 Scheidsrechter: Masaaki Toma |

|                                                   |         |       |       |                                                                                        |
| 2 september 2011 «onderlinge duels» 20:00 (UTC+3) | Bahrein | 0 – 0 | Qatar | Bahrain National Stadium, Riffa Toeschouwers: 5.000 Scheidsrechter: Mohamed Al Zarouni |
| 2 september 2011 «onderlinge duels» 20:00 (UTC+3) | Verslag |       |       | Bahrain National Stadium, Riffa Toeschouwers: 5.000 Scheidsrechter: Mohamed Al Zarouni |

|                                                   |           |         |                            |                                                                                   |
| 6 september 2011 «onderlinge duels» 19:00 (UTC+7) | Indonesië | 0 – 2   | Bahrein                    | Gelora Bung Karnostadion, Jakarta Toeschouwers: 85.000 Scheidsrechter: Lee Min-Hu |
| 6 september 2011 «onderlinge duels» 19:00 (UTC+7) |           | Verslag | 45+1'Saeed 70' Abdul-Latif | Gelora Bung Karnostadion, Jakarta Toeschouwers: 85.000 Scheidsrechter: Lee Min-Hu |

|                                                   |              |         |            |                                                                                   |
| 6 september 2011 «onderlinge duels» 19:30 (UTC+3) | Qatar        | 1 – 1   | Iran       | Jassim Bin Hamadstadion, Doha Toeschouwers: 8.125 Scheidsrechter: Choi Myung-Yong |
| 6 september 2011 «onderlinge duels» 19:30 (UTC+3) | El-Sayed 56' | Verslag | 46' Aghily | Jassim Bin Hamadstadion, Doha Toeschouwers: 8.125 Scheidsrechter: Choi Myung-Yong |

|                                                  |                   |         |                                      |                                                                                           |
| 11 oktober 2011 «onderlinge duels» 19:00 (UTC+7) | Indonesië         | 2 – 3   | Qatar                                | Gelora Bung Karnostadion, Jakarta Toeschouwers: 28.000 Scheidsrechter: Malik Abdul Bashir |
| 11 oktober 2011 «onderlinge duels» 19:00 (UTC+7) | Gonzáles 27', 35' | Verslag | 14' Al Sulaiti 32' Khalfan 59' Razak | Gelora Bung Karnostadion, Jakarta Toeschouwers: 28.000 Scheidsrechter: Malik Abdul Bashir |

|                                                     |                                                                              |         |         |                                                                        |
| 11 oktober 2011 «onderlinge duels» 19:30 (UTC+3:30) | Iran                                                                         | 6 – 0   | Bahrein | Azadistadion, Teheran Toeschouwers: 97.000 Scheidsrechter: Peter Green |
| 11 oktober 2011 «onderlinge duels» 19:30 (UTC+3:30) | Hosseini 22' Jabbari 34' Aghily 42' Teymourian 61' Ansarifard 75' Rezaei 83' | Verslag |         | Azadistadion, Teheran Toeschouwers: 97.000 Scheidsrechter: Peter Green |

|                                                   |              |         |               |                                                                                         |
| 11 november 2011 «onderlinge duels» 18:30 (UTC+3) | Bahrein      | 1 – 1   | Iran          | Bahrain National Stadium, Riffa Toeschouwers: 18.000 Scheidsrechter: Malik Abdul Bashir |
| 11 november 2011 «onderlinge duels» 18:30 (UTC+3) | Al Alawi 45' | Verslag | 90+2' Jabbari | Bahrain National Stadium, Riffa Toeschouwers: 18.000 Scheidsrechter: Malik Abdul Bashir |

|                                                   |                                               |         |           |                                                                                |
| 11 november 2011 «onderlinge duels» 19:00 (UTC+3) | Qatar                                         | 4 – 0   | Indonesië | Jassim Bin Hamadstadion, Doha Toeschouwers: 6.500 Scheidsrechter: Muhsen Basma |
| 11 november 2011 «onderlinge duels» 19:00 (UTC+3) | Razak 30' Khalfan 34' (pen.), 63' Soria 90+2' | Verslag |           | Jassim Bin Hamadstadion, Doha Toeschouwers: 6.500 Scheidsrechter: Muhsen Basma |

|                                                   |               |         |                                                          |                                                                               |
| 15 november 2011 «onderlinge duels» 19:00 (UTC+7) | Indonesië     | 1 – 4   | Iran                                                     | Gelora Bung Karnostadion, Jakarta Toeschouwers: 6.000 Scheidsrechter: Tan Hai |
| 15 november 2011 «onderlinge duels» 19:00 (UTC+7) | Pamungkas 44' | Verslag | 7' Meydavoudi 21' Jabbari 25' Rezaei 73' (pen.) Nekounam | Gelora Bung Karnostadion, Jakarta Toeschouwers: 6.000 Scheidsrechter: Tan Hai |

|                                                   |         |       |         |                                                                                     |
| 15 november 2011 «onderlinge duels» 19:00 (UTC+3) | Qatar   | 0 – 0 | Bahrein | Jassim Bin Hamadstadion, Doha Toeschouwers: 10.509 Scheidsrechter: Yuichi Nishimura |
| 15 november 2011 «onderlinge duels» 19:00 (UTC+3) | Verslag |       |         | Jassim Bin Hamadstadion, Doha Toeschouwers: 10.509 Scheidsrechter: Yuichi Nishimura |

|                                                   | |         |           |                                                                                     |
| 29 februari 2012 «onderlinge duels» 16:30 (UTC+3) | Bahrein                                                                                             | 10 – 0  | Indonesië | Bahrain National Stadium, Riffa Toeschouwers: 3.000 Scheidsrechter: Andre El Haddad |
| 29 februari 2012 «onderlinge duels» 16:30 (UTC+3) | Abdul-Latif 5' (pen.), 71', 75' Al Alawi 16', 61' Abdulrahman 35' (pen.), 42' Saeed 63', 82', 90+4' | Verslag |           | Bahrain National Stadium, Riffa Toeschouwers: 3.000 Scheidsrechter: Andre El Haddad |

|                                                      |                 |         |                              |                                                                            |
| 29 februari 2012 «onderlinge duels» 17:00 (UTC+3:30) | Iran            | 2 – 2   | Qatar                        | Azadistadion, Teheran Toeschouwers: 91.300 Scheidsrechter: Ravshan Irmatov |
| 29 februari 2012 «onderlinge duels» 17:00 (UTC+3:30) | Dejagah 4', 50' | Verslag | 9' (pen.) Khalfan 86' Kasola | Azadistadion, Teheran Toeschouwers: 91.300 Scheidsrechter: Ravshan Irmatov |

## Vierde ronde

### Loting
In vergelijking met het vorige WK plaatsten Zuid-Korea, Japan, Australië, Iran, Oezbekistan en Qatar zich opnieuw voor de finale-poule, Saoedi-Arabië en de Verenigde Arabische Emiraten werden uitgeschakeld door respectievelijk Omar en Libanon, de plaatsen van Bahrein en Noord-Korea werden ingenomen door Irak en Jordanië.
De tien landen werden op basis van de FIFA-wereldranglijst van 7 maart 2012 in vijf potten geplaatst. De loting vond op 9 maart plaats in Kuala Lumpur, Maleisië. De wedstrijden werden gespeeld van 3 juni 2012 tot en met 18 juni 2013. De nummer 1 en 2 van elke groep plaatsten zich voor de eindronde. De nummers 3 gingen door naar de vijfde ronde.
| Pot 1                          | Pot 2                | Pot 3                      | Pot 4                    | Pot 5                   |
| ------------------------------ | -------------------- | -------------------------- | ------------------------ | ----------------------- |
| Australië (20) Zuid-Korea (30) | Japan (33) Iran (51) | Oezbekistan (67) Irak (76) | Jordanië (83) Qatar (88) | Oman (92) Libanon (124) |

### Groep A
Iran en Zuid-Korea waren vooraf de duidelijke favorieten om zich te plaatsen voor het WK en stonden halverwege de competitie bovenaan met zeven punten uit vier wedstrijden, Oezbekistan volgde met twee punten achterstand. Iran blameerde zich tegen de zwakkere landen (1-0 tegen Libanon en thuis 0-0 tegen Qatar), maar won wel van de twee kanshebbers, 0-1 in en tegen Oezbekistan en 1-0 thuis tegen Zuid-Korea. Voor de treffer van Javad Nekounam kwam Iran een aantal keren goed weg en kwam halverwege de tweede helft met tien man te staan. Zuid Korea had juist problemen met de toplanden, voor de topper tegen Iran speelde het met 2-2 gelijk tegen Oezbekistan mede dankzij een eigen doelpunt van Kwak Tae-hwi.
Op de zesde speeldag nam Oezbekistan de koppositie van beide landen over na een verrassende 0-1 overwinning in Teheran. Zuid Korea ontsnapte tegen Libanon aan een nederlaag door in de 7e minuut van de blessure-tijd de gelijkmaker te scoren. Oezekistan en Zuid-Korea stonden voor de negende speeldag bovenaan met één punt voorsprong op Iran. Het onderlinge duel tussen de twee koplopers eindigde in een 1-0 zege door een eigen doelpunt van Akmal Shorakhmedov. Iran won met 4-0 van Libanon en voor de laatste speeldag had Zuid Korea  twee en drie punten voorsprong op respectievelijk Iran en Oezbekistan, het verschil in doelsaldo was zes doelpunten ten opzichte van Oezbekistan.
Het werd toch nog spannend op de laatste speeldag. Zuid-Korea had genoeg aan een geliijkspel tegen Iran zich te plaatsen, maar kwam in de 66e minuut op een achterstand door een doelpunt van Reza Ghoochannejhad, een speler die opgegroeid was in Nederland en in vele leeftijdsgroepen van Nederland had gespeeld. Oezbekistan moest vooral veel scoren in de thuiswedstrijd tegen Qatar, maar stond met een half uur te spelen met 0-1 achter. Na de gelijkmaker van Bahodir Nasimov begon Oezbekistan aan een inhaalrace en kwam op een 3-1 voorsprong met nog een kwartier te spelen, het moest nog vier doelpunten scoren om Zuid-Korea voor te blijven of anders twee doelpunten als Zuid-Korea nog gelijkmaakte tegen Iran. Iran, dat de hele wedstrijd alleen aan verdedigen dacht hield stand en Oezbekistan maakte maar twee goals, zodat Zuid-Korea Oezbekistan op doelsaldo voorbleef. Desondanks besloot coach Choi Kang-Hee op te stappen. Oezbekistan moest nu in de Play-Offs tegen Jordanië spelen om een plaats in de Intercontinentale Play-Offs.
| Nr. Oezbekistan moest nu in de Play-Offs | Land        | GW | W | G | V | DV | DT | DS | Ptn | Resultaat                              |
| ---------------------------------------- | ----------- | -- | - | - | - | -- | -- | -- | --- | -------------------------------------- |
| 1                                        | Iran        | 8  | 5 | 1 | 2 | 8  | 2  | +6 | 16  | Gekwalificeerd voor het hoofdtoernooi. |
| 2                                        | Zuid-Korea  | 8  | 4 | 2 | 2 | 13 | 7  | +6 | 14  | Gekwalificeerd voor het hoofdtoernooi. |
| 3                                        | Oezbekistan | 8  | 4 | 2 | 2 | 11 | 6  | +5 | 14  | Play-offs tegen nummer 3 groep B       |
| 4                                        | Qatar       | 8  | 2 | 1 | 5 | 5  | 13 | −8 | 7   |                                        |
| 5                                        | Libanon     | 8  | 1 | 2 | 5 | 3  | 12 | −9 | 5   |                                        |

|                                              |             |         |                  |                                                                            |
| 3 juni 2012 «onderlinge duels» 19:00 (UTC+5) | Oezbekistan | 0 – 1   | Iran             | JAR-Stadion, Tasjkent Toeschouwers: 9.000 Scheidsrechter: Yuichi Nishimura |
| 3 juni 2012 «onderlinge duels» 19:00 (UTC+5) |             | Verslag | 90+3' Khalatbari | JAR-Stadion, Tasjkent Toeschouwers: 9.000 Scheidsrechter: Yuichi Nishimura |

|                                              |         |         |              |                                                                           |
| 3 juni 2012 «onderlinge duels» 20:30 (UTC+3) | Libanon | 0 – 1   | Qatar        | Sports City, Beiroet Toeschouwers: 40.000 Scheidsrechter: Nawaf Shukralla |
| 3 juni 2012 «onderlinge duels» 20:30 (UTC+3) |         | Verslag | 64' Quintana | Sports City, Beiroet Toeschouwers: 40.000 Scheidsrechter: Nawaf Shukralla |

|                                              |              |         |              |                                                                              |
| 8 juni 2012 «onderlinge duels» 16:00 (UTC+3) | Libanon      | 1 – 1   | Oezbekistan  | Sports City, Beiroet Toeschouwers: 13.000 Scheidsrechter: Abdullah Al Hilali |
| 8 juni 2012 «onderlinge duels» 16:00 (UTC+3) | Al Saadi 34' | Verslag | 12' Khasanov | Sports City, Beiroet Toeschouwers: 13.000 Scheidsrechter: Abdullah Al Hilali |

|                                              |         |         |                                                         |                                                                                   |
| 8 juni 2012 «onderlinge duels» 19:15 (UTC+3) | Qatar   | 1 – 4   | Zuid-Korea                                              | Jassim Bin Hamadstadion, Doha Toeschouwers: 10.730 Scheidsrechter: Ali Al Badwawi |
| 8 juni 2012 «onderlinge duels» 19:15 (UTC+3) | Ali 22' | Verslag | 26', 80' Lee Keun-ho 55' Kwak Tae-hwi 64' Kim Shin-wook | Jassim Bin Hamadstadion, Doha Toeschouwers: 10.730 Scheidsrechter: Ali Al Badwawi |

|                                               |                                        |         |         |                                                                         |
| 12 juni 2012 «onderlinge duels» 20:00 (UTC+9) | Zuid-Korea                             | 3 – 0   | Libanon | Goyangstadion, Goyang Toeschouwers: 36.756 Scheidsrechter: Masaaki Toma |
| 12 juni 2012 «onderlinge duels» 20:00 (UTC+9) | Kim Bo-kyung 30', 48' Koo Ja-cheol 90' | Verslag |         | Goyangstadion, Goyang Toeschouwers: 36.756 Scheidsrechter: Masaaki Toma |

|                                                  |         |       |       |                                                                         |
| 12 juni 2012 «onderlinge duels» 20:00 (UTC+4:30) | Iran    | 0 – 0 | Qatar | Azadistadion, Teheran Toeschouwers: 100.000 Scheidsrechter: Peter Green |
| 12 juni 2012 «onderlinge duels» 20:00 (UTC+4:30) | Verslag |       |       | Azadistadion, Teheran Toeschouwers: 100.000 Scheidsrechter: Peter Green |

|                                                    |                                      |         |                                    |                                                                                       |
| 11 september 2012 «onderlinge duels» 18:00 (UTC+5) | Oezbekistan                          | 2 – 2   | Zuid-Korea                         | Pakhtakor Markaziystadion, Tasjkent Toeschouwers: 33.000 Scheidsrechter: Ben Williams |
| 11 september 2012 «onderlinge duels» 18:00 (UTC+5) | Ki Sung-yong 13' (e.d.) Tursunov 59' | Verslag | 43' Kwak Tae-hwi 57' Lee Dong-Gook | Pakhtakor Markaziystadion, Tasjkent Toeschouwers: 33.000 Scheidsrechter: Ben Williams |

|                                                    |           |         |      |                                                                   |
| 11 september 2012 «onderlinge duels» 17:00 (UTC+3) | Libanon   | 1 – 0   | Iran | Sports City, Beiroet Toeschouwers: 14.000 Scheidsrechter: Tan Hai |
| 11 september 2012 «onderlinge duels» 17:00 (UTC+3) | Antar 28' | Verslag |      | Sports City, Beiroet Toeschouwers: 14.000 Scheidsrechter: Tan Hai |

|                                                  |       |         |              |                                                                            |
| 16 oktober 2012 «onderlinge duels» 15:25 (UTC+3) | Qatar | 0 – 1   | Oezbekistan  | Jassim Bin Hamadstadion, Doha Toeschouwers: 11.260 Scheidsrechter: Tan Hai |
| 16 oktober 2012 «onderlinge duels» 15:25 (UTC+3) |       | Verslag | 13' Tursunov | Jassim Bin Hamadstadion, Doha Toeschouwers: 11.260 Scheidsrechter: Tan Hai |

|                                                     |                          |         |            |                                                                         |
| 16 oktober 2012 «onderlinge duels» 20:00 (UTC+3:30) | Iran                     | 1 – 0   | Zuid-Korea | Azadistadion, Teheran Toeschouwers: 99.885 Scheidsrechter: Abdul Bashir |
| 16 oktober 2012 «onderlinge duels» 20:00 (UTC+3:30) | Nekounam 76' Shojaei 56' | Verslag |            | Azadistadion, Teheran Toeschouwers: 99.885 Scheidsrechter: Abdul Bashir |

|                                                   |              |         |         |                                                                                     |
| 14 november 2012 «onderlinge duels» 17:45 (UTC+3) | Qatar        | 1 – 0   | Libanon | Jassim Bin Hamadstadion, Doha Toeschouwers: 12.870 Scheidsrechter: Khalil Al Ghamdi |
| 14 november 2012 «onderlinge duels» 17:45 (UTC+3) | Quintana 75' | Verslag |         | Jassim Bin Hamadstadion, Doha Toeschouwers: 12.870 Scheidsrechter: Khalil Al Ghamdi |

|                                                      |      |         |             |                                                                          |
| 14 november 2012 «onderlinge duels» 20:00 (UTC+3:30) | Iran | 0 – 1   | Oezbekistan | Azadistadion, Teheran Toeschouwers: 43.700 Scheidsrechter: Ali Albadwawi |
| 14 november 2012 «onderlinge duels» 20:00 (UTC+3:30) |      | Verslag | 71' Bakaev  | Azadistadion, Teheran Toeschouwers: 43.700 Scheidsrechter: Ali Albadwawi |

|                                                |                                     |         |                |                                                                                     |
| 26 maart 2013 «onderlinge duels» 20:00 (UTC+9) | Zuid-Korea                          | 2 – 1   | Qatar          | Seoul World Cupstadion, Seoel Toeschouwers: 37.222 Scheidsrechter: Yuichi Nishimura |
| 26 maart 2013 «onderlinge duels» 20:00 (UTC+9) | Lee Keun-ho 60' Son Heung-min 90+6' | Verslag | 63' Al Khalfan | Seoul World Cupstadion, Seoel Toeschouwers: 37.222 Scheidsrechter: Yuichi Nishimura |

|                                                |              |         |         |                                                                              |
| 26 maart 2013 «onderlinge duels» 18:00 (UTC+5) | Oezbekistan  | 1 – 0   | Libanon | Bunjodkorstadion, Tasjkent Toeschouwers: 31.197 Scheidsrechter: Abdul Bashir |
| 26 maart 2013 «onderlinge duels» 18:00 (UTC+5) | Djeparov 63' | Verslag |         | Bunjodkorstadion, Tasjkent Toeschouwers: 31.197 Scheidsrechter: Abdul Bashir |

|                                              |       |         |                    |                                                                                 |
| 4 juni 2013 «onderlinge duels» 19:15 (UTC+3) | Qatar | 0 – 1   | Iran               | Jassim Bin Hamadstadion, Doha Toeschouwers: 11.872 Scheidsrechter: Abdul Bashir |
| 4 juni 2013 «onderlinge duels» 19:15 (UTC+3) |       | Verslag | 66' Ghoochannejhad | Jassim Bin Hamadstadion, Doha Toeschouwers: 11.872 Scheidsrechter: Abdul Bashir |

|                                              |             |         |                   |                                                                       |
| 4 juni 2013 «onderlinge duels» 20:30 (UTC+3) | Libanon     | 1 – 1   | Zuid-Korea        | Sports City, Beiroet Toeschouwers: 8.430 Scheidsrechter: Ben Williams |
| 4 juni 2013 «onderlinge duels» 20:30 (UTC+3) | Maatouk 12' | Verslag | 90+7' Kim Chi-woo | Sports City, Beiroet Toeschouwers: 8.430 Scheidsrechter: Ben Williams |

|                                                  |                                                     |         |         |                                                                         |
| 11 juni 2013 «onderlinge duels» 20:00 (UTC+4:30) | Iran                                                | 4 – 0   | Libanon | Azadistadion, Teheran Toeschouwers: 91.300 Scheidsrechter: Masaaki Toma |
| 11 juni 2013 «onderlinge duels» 20:00 (UTC+4:30) | Khalatbari 39' Nekounam 45', 87' Ghoochannejhad 46' | Verslag |         | Azadistadion, Teheran Toeschouwers: 91.300 Scheidsrechter: Masaaki Toma |

|                                               |                         |         |             |                                                                                |
| 11 juni 2013 «onderlinge duels» 20:00 (UTC+9) | Zuid-Korea              | 1 – 0   | Oezbekistan | Seoul World Cupstadion, Seoel Toeschouwers: 50.699 Scheidsrechter: Minoru Tojo |
| 11 juni 2013 «onderlinge duels» 20:00 (UTC+9) | Shorakhmedov 42' (e.d.) | Verslag |             | Seoul World Cupstadion, Seoel Toeschouwers: 50.699 Scheidsrechter: Minoru Tojo |

|                                               |            |         |                    |                                                                        |
| 18 juni 2013 «onderlinge duels» 21:00 (UTC+9) | Zuid-Korea | 0 – 1   | Iran               | Ulsan Munsustadion, Ulsan Toeschouwers: 42.243 Scheidsrechter: Tan Hai |
| 18 juni 2013 «onderlinge duels» 21:00 (UTC+9) |            | Verslag | 60' Ghoochannejhad | Ulsan Munsustadion, Ulsan Toeschouwers: 42.243 Scheidsrechter: Tan Hai |

|                                               |                                                     |         |           |                                                                             |
| 18 juni 2013 «onderlinge duels» 17:00 (UTC+5) | Oezbekistan                                         | 5 – 1   | Qatar     | Bunjodkorstadion, Tasjkent Toeschouwers: 34.000 Scheidsrechter: Peter Green |
| 18 juni 2013 «onderlinge duels» 17:00 (UTC+5) | Nasimov 60' 74' Zoteev 72' Ahmedov 87' Bakaev 90+1' | Verslag | 37' Ilyas | Bunjodkorstadion, Tasjkent Toeschouwers: 34.000 Scheidsrechter: Peter Green |

### Groep B
Japan plaatste zich probleemloos voor het WK, in de eerste wedstrijden speelde het alleen gelijk in en tegen Australië, maar won de overige vier wedstrijden. Het had nog één punt nodig om zich te plaatsen, maar het verloor onverwachts van Jordanië, waarbij een strafschop werd gemist. In de thuiswedstrijd tegen Australië dreigde het weer mis te gaan, maar een benutte strafschop van vedette Keisuke Honda in de 90e minuut zorgde ervoor dat Japan zich als eerste land plaatste voor de eindronde.
Voor de andere favoriet Australië verliep de kwalificatie veel moeizamer, van de eerste zes wedstrijden werd alleen gewonnen van Irak, door twee goals in de slotfase werd een blamage voorkomen, eerder verloor het van Jordanië. Voor de negende speeldag had Australië samen met Jordanië twee punten achterstand op Oman met een wedstrijd minder gespeeld. Australië won overtuigend met 4-0  en had voor de laatste speeldag alles weer in eigen land. De thuiswedstrijd tegen Irak verliep veel moeizamer, coach Holger Osieck wisselde veteraan en publieksfavoriet Tim Cahill tot verrassing van heel Australië, zijn vervanger Joshua Kennedy scoorde het winnende doelpunt, waardoor Australië zich alsnog plaatste voor het WK. Vertrouwen in Osieck bleef broos na de moeizame kwalificatie en na een 6-0 nederlaag tegen Frankrijk werd hij ontslagen.
De strijd om de derde plaats in de groep ging tussen Oman en Jordanië, Irak haakte voortijdig af. Jordanië verloor alle uitwedstrijden, tegen Japan en Australië met grote cijfers, Jordanië bleef op de been door zeges op diezelfde grootmachten. Oman had voor de voorlaatste speeldag één punt voorsprong en speelde in een rechtstreeks duel om een plaats in Play-Offs. Jordanië won met 1-0 door een doelpunt van Ahmad Ibrahim en moest nu in de Play-Offs spelen tegen Oezbekistan.
| Nr. | Land      | GW | W | G | V | DV | DT | DS  | Ptn | Resultaat                              |
| --- | --------- | -- | - | - | - | -- | -- | --- | --- | -------------------------------------- |
| 1   | Japan     | 8  | 5 | 2 | 1 | 16 | 5  | +11 | 17  | Gekwalificeerd voor het hoofdtoernooi. |
| 2   | Australië | 8  | 3 | 4 | 1 | 12 | 7  | +5  | 13  | Gekwalificeerd voor het hoofdtoernooi. |
| 3   | Jordanië  | 8  | 3 | 1 | 4 | 7  | 16 | −9  | 10  | Play-offs tegen nummer 3 groep A       |
| 4   | Oman      | 8  | 2 | 3 | 3 | 7  | 10 | −3  | 9   |                                        |
| 5   | Irak      | 8  | 1 | 2 | 5 | 4  | 8  | −4  | 5   |                                        |

|                                              |                                 |         |      |                                                                              |
| 3 juni 2012 «onderlinge duels» 19:31 (UTC+9) | Japan                           | 3 – 0   | Oman | Saitamastadion, Saitama Toeschouwers: 63.551 Scheidsrechter: Ravshan Irmatov |
| 3 juni 2012 «onderlinge duels» 19:31 (UTC+9) | Honda 11' Maeda 51' Okazaki 54' | Verslag |      | Saitamastadion, Saitama Toeschouwers: 63.551 Scheidsrechter: Ravshan Irmatov |

|                                              |             |         |           |                                                                                            |
| 3 juni 2012 «onderlinge duels» 19:00 (UTC+3) | Jordanië    | 1 – 1   | Irak      | Amman International Stadium, Amman Toeschouwers: 13.000 Scheidsrechter: Valentin Kovalenko |
| 3 juni 2012 «onderlinge duels» 19:00 (UTC+3) | Ibrahim 43' | Verslag | 14' Akram | Amman International Stadium, Amman Toeschouwers: 13.000 Scheidsrechter: Valentin Kovalenko |

|                                              |                                                              |         |                |                                                                           |
| 8 juni 2012 «onderlinge duels» 19:32 (UTC+9) | Japan                                                        | 6 – 0   | Jordanië       | Saitamastadion, Saitama Toeschouwers: 60.874 Scheidsrechter: Kim Dong Jin |
| 8 juni 2012 «onderlinge duels» 19:32 (UTC+9) | Maeda 18' Honda 22', 31', 53' (pen.) Kagawa 35' Kurihara 89' | Verslag | 25', 27' Salim | Saitamastadion, Saitama Toeschouwers: 60.874 Scheidsrechter: Kim Dong Jin |

|                                              |         |       |           |                                                                                           |
| 8 juni 2012 «onderlinge duels» 17:00 (UTC+4) | Oman    | 0 – 0 | Australië | Sultan Qaboos Sports Complex, Muscat Toeschouwers: 11.000 Scheidsrechter: Alireza Faghani |
| 8 juni 2012 «onderlinge duels» 17:00 (UTC+4) | Verslag |       |           | Sultan Qaboos Sports Complex, Muscat Toeschouwers: 11.000 Scheidsrechter: Alireza Faghani |

|                                                |                                        |         |                       |                                                                                 |
| 12 juni 2012 «onderlinge duels» 20:00 (UTC+10) | Australië                              | 1 – 1   | Japan                 | Suncorp Stadium, Brisbane Toeschouwers: 40.189 Scheidsrechter: Khalil Al Ghamdi |
| 12 juni 2012 «onderlinge duels» 20:00 (UTC+10) | Wilkshire 70' (pen.) Milligan 24', 55' | Verslag | 65' 22', 89' Kurihara | Suncorp Stadium, Brisbane Toeschouwers: 40.189 Scheidsrechter: Khalil Al Ghamdi |

|                                               |                    |         |               |                                                                                |
| 12 juni 2012 «onderlinge duels» 17:45 (UTC+3) | Irak               | 1 – 1   | Oman          | Grand Hamadstadion, Doha Toeschouwers: 1.650 Scheidsrechter: Abdulrahman Abdou |
| 12 juni 2012 «onderlinge duels» 17:45 (UTC+3) | Mahmoud 37' (pen.) | Verslag | 8' Al Balushi | Grand Hamadstadion, Doha Toeschouwers: 1.650 Scheidsrechter: Abdulrahman Abdou |

|                                                    |           |         |      |                                                                           |
| 11 september 2012 «onderlinge duels» 19:34 (UTC+9) | Japan     | 1 – 0   | Irak | Saitamastadion, Saitama Toeschouwers: 60.593 Scheidsrechter: Abdul Bashir |
| 11 september 2012 «onderlinge duels» 19:34 (UTC+9) | Maeda 25' | Verslag |      | Saitamastadion, Saitama Toeschouwers: 60.593 Scheidsrechter: Abdul Bashir |

|                                                    |                               |         |              |                                                                                          |
| 11 september 2012 «onderlinge duels» 19:00 (UTC+3) | Jordanië                      | 2 – 1   | Australië    | Koning Abdoellah II-stadion, Amman Toeschouwers: 16.000 Scheidsrechter: Abdullah Balideh |
| 11 september 2012 «onderlinge duels» 19:00 (UTC+3) | Mahmoud 48' (pen.) Khalil 73' | Verslag | 85' Thompson | Koning Abdoellah II-stadion, Amman Toeschouwers: 16.000 Scheidsrechter: Abdullah Balideh |

|                                                  |                               |         |           |                                                                                           |
| 16 oktober 2012 «onderlinge duels» 17:00 (UTC+4) | Oman                          | 2 – 1   | Jordanië  | Sultan Qaboos Sports Complex, Muscat Toeschouwers: 26.000 Scheidsrechter: Nawaf Shukralla |
| 16 oktober 2012 «onderlinge duels» 17:00 (UTC+4) | Al Mahaijri 62' Al-Mashri 87' | Verslag | 90' Bawab | Sultan Qaboos Sports Complex, Muscat Toeschouwers: 26.000 Scheidsrechter: Nawaf Shukralla |

|                                                  |                 |         |                         |                                                                         |
| 16 oktober 2012 «onderlinge duels» 17:15 (UTC+3) | Irak            | 1 – 2   | Australië               | Grand Hamadstadion, Doha Toeschouwers: 2.183 Scheidsrechter: Lee Min-Hu |
| 16 oktober 2012 «onderlinge duels» 17:15 (UTC+3) | Abdul-Zahra 72' | Verslag | 80' Cahill 84' Thompson | Grand Hamadstadion, Doha Toeschouwers: 2.183 Scheidsrechter: Lee Min-Hu |

|                                                   |                 |         |                          |                                                                                            |
| 14 november 2012 «onderlinge duels» 15:30 (UTC+4) | Oman            | 1 – 2   | Japan                    | Sultan Qaboos Sports Complex, Muscat Toeschouwers: 28.360 Scheidsrechter: Abdullah Balideh |
| 14 november 2012 «onderlinge duels» 15:30 (UTC+4) | Al Mahaijri 77' | Verslag | 20' Kiyotake 90' Okazaki | Sultan Qaboos Sports Complex, Muscat Toeschouwers: 28.360 Scheidsrechter: Abdullah Balideh |

|                                                   |           |         |          |                                                                              |
| 14 november 2012 «onderlinge duels» 16:00 (UTC+3) | Irak      | 1 – 0   | Jordanië | Grand Hamadstadion, Doha (Qatar) Toeschouwers: 1.755 Scheidsrechter: Tan Hai |
| 14 november 2012 «onderlinge duels» 16:00 (UTC+3) | Ahmad 86' | Verslag |          | Grand Hamadstadion, Doha (Qatar) Toeschouwers: 1.755 Scheidsrechter: Tan Hai |

|                                                 |                       |         |                                    |                                                                          |
| 26 maart 2013 «onderlinge duels» 19:30 (UTC+11) | Australië             | 2 – 2   | Oman                               | ANZ Stadium, Sydney Toeschouwers: 34.603 Scheidsrechter: Ravshan Irmatov |
| 26 maart 2013 «onderlinge duels» 19:30 (UTC+11) | Cahill 52' Holman 85' | Verslag | 6' Aziz Mubarak 49' (e.d.) Jedinak | ANZ Stadium, Sydney Toeschouwers: 34.603 Scheidsrechter: Ravshan Irmatov |

|                                                |                               |         |            |                                                                                         |
| 26 maart 2013 «onderlinge duels» 17:00 (UTC+3) | Jordanië                      | 2 – 1   | Japan      | Koning Abdoellah II-stadion, Amman Toeschouwers: 18.000 Scheidsrechter: Alireza Faghani |
| 26 maart 2013 «onderlinge duels» 17:00 (UTC+3) | Bani Ateyah 45+1' Ibrahim 60' | Verslag | 69' Kagawa | Koning Abdoellah II-stadion, Amman Toeschouwers: 18.000 Scheidsrechter: Alireza Faghani |

|                                              |                  |         |           |                                                                              |
| 4 juni 2013 «onderlinge duels» 19:34 (UTC+9) | Japan            | 1 – 1   | Australië | Saitamastadion, Saitama Toeschouwers: 62.172 Scheidsrechter: Nawaf Shukralla |
| 4 juni 2013 «onderlinge duels» 19:34 (UTC+9) | Honda 90' (pen.) | Verslag | 81' Oar   | Saitamastadion, Saitama Toeschouwers: 62.172 Scheidsrechter: Nawaf Shukralla |

|                                              |               |         |      |                                                                                        |
| 4 juni 2013 «onderlinge duels» 17:00 (UTC+4) | Oman          | 1 – 0   | Irak | Sultan Qaboos Sports Complex, Muscat Toeschouwers: 18.300 Scheidsrechter: Kim Dong Jin |
| 4 juni 2013 «onderlinge duels» 17:00 (UTC+4) | Al Ajmi 45+3' | Verslag |      | Sultan Qaboos Sports Complex, Muscat Toeschouwers: 18.300 Scheidsrechter: Kim Dong Jin |

|                                                |                                              |         |          |                                                                                |
| 11 juni 2013 «onderlinge duels» 19:00 (UTC+10) | Australië                                    | 4 – 0   | Jordanië | Docklands Stadium, Melbourne Toeschouwers: 43.785 Scheidsrechter: Abdul Bashir |
| 11 juni 2013 «onderlinge duels» 19:00 (UTC+10) | Bresciano 15' Cahill 61' Kruse 76' Neill 84' | Verslag |          | Docklands Stadium, Melbourne Toeschouwers: 43.785 Scheidsrechter: Abdul Bashir |

|                                               |                      |         |             |                                                                                 |
| 11 juni 2013 «onderlinge duels» 17:30 (UTC+3) | Irak                 | 0 – 1   | Japan       | Grand Hamadstadion, Doha Toeschouwers: 1.100 Scheidsrechter: Valentin Kovalenko |
| 11 juni 2013 «onderlinge duels» 17:30 (UTC+3) | Abdul-Zahra 71', 82' | Verslag | 89' Okazaki | Grand Hamadstadion, Doha Toeschouwers: 1.100 Scheidsrechter: Valentin Kovalenko |

|                                               |             |         |      |                                                                                            |
| 18 juni 2013 «onderlinge duels» 19:00 (UTC+3) | Jordanië    | 1 – 0   | Oman | Koning Abdoellah II-stadion, Amman Toeschouwers: 14.000 Scheidsrechter: Valentin Kovalenko |
| 18 juni 2013 «onderlinge duels» 19:00 (UTC+3) | Ibrahim 57' | Verslag |      | Koning Abdoellah II-stadion, Amman Toeschouwers: 14.000 Scheidsrechter: Valentin Kovalenko |

|                                                |             |         |      |                                                                          |
| 18 juni 2013 «onderlinge duels» 19:30 (UTC+10) | Australië   | 1 – 0   | Irak | ANZ Stadium, Sydney Toeschouwers: 80.523 Scheidsrechter: Alireza Faghani |
| 18 juni 2013 «onderlinge duels» 19:30 (UTC+10) | Kennedy 83' | Verslag |      | ANZ Stadium, Sydney Toeschouwers: 80.523 Scheidsrechter: Alireza Faghani |

## Vijfde ronde
De teams die in de vierde ronde op de derde plaats eindigen speelden tegen elkaar spelen in een uit- en thuiswedstrijd om een plaats in de intercontinentale play-off.
Oezbekistan was duidelijk de favoriet in deze Play-Offs, het werd op doelsaldo geklopt door het sterke Zuid-Korea en Jordanië behaalde de Play-Offs met een doelsaldo van -9. Bemoedigend was de eerste wedstrijd in Amman, waar Oezbekistan met 1-1 gelijk speelde, terwijl grootmachten als Japan en Australië daar eerder verloren. In de return kwam Oezbekistan snel op voorsprong, maar voor rust scoorde Saeed Al Murijan de gelijkmaker met een afstandsschot. Na rust had Oezekistan het beste van het spel, Jordanië gokte nadrukkelijk op strafschoppen. De wedstrijd werd lange tijd onderbroken doordat de lichten van het stadion uit ging. De strafschoppenserie was een lange zit, beide ploegen benutten negen strafschoppen en hadden één misser, uiteindelijk werd de strafschop van Anzur Ismailov gestopt en hadden de Jordaniërs nog één horde te nemen om de eindronde te halen: tweevoudig wereldkampioen Uruguay,
|                                                   |              |         |              |                                                                                          |
| 6 september 2013 «onderlinge duels» 19:00 (UTC+3) | Jordanië     | 1 – 1   | Oezbekistan  | Koning Abdoellah II-stadion, Amman Toeschouwers: 16.819 Scheidsrechter: Yuichi Nishimura |
| 6 september 2013 «onderlinge duels» 19:00 (UTC+3) | Al Laham 30' | Verslag | 35' Djeparov | Koning Abdoellah II-stadion, Amman Toeschouwers: 16.819 Scheidsrechter: Yuichi Nishimura |

|                                                    |                                                                                               |              |                                                                                          |                                                                                       |
| 10 september 2013 «onderlinge duels» 19:00 (UTC+5) | Oezbekistan                                                                                   | 1 – 1 (n.v.) | Jordanië                                                                                 | Pakhtakor Markaziystadion, Tasjkent Toeschouwers: 25.621 Scheidsrechter: Ben Williams |
| 10 september 2013 «onderlinge duels» 19:00 (UTC+5) | Ismailov 5'                                                                                   | Verslag      | Al Murijan 42'                                                                           | Pakhtakor Markaziystadion, Tasjkent Toeschouwers: 25.621 Scheidsrechter: Ben Williams |
| 10 september 2013 «onderlinge duels» 19:00 (UTC+5) | Strafschoppen                                                                                 |              |                                                                                          | Pakhtakor Markaziystadion, Tasjkent Toeschouwers: 25.621 Scheidsrechter: Ben Williams |
| 10 september 2013 «onderlinge duels» 19:00 (UTC+5) | Ahmedov Djeparov Kapadze Tukhtakhodjaev Sergeev Shorakhmedov Denisov Nagaev Tursunov Ismailov | 8 – 9        | Bani Yaseen Al-Saify Abdallah Deeb Murjan Hayel Adous Mustafa Amer Deeb Zahran Al-Dmeiri | Pakhtakor Markaziystadion, Tasjkent Toeschouwers: 25.621 Scheidsrechter: Ben Williams |

## Topschutters
|   | Speler         | Land       | Goals |
| - | -------------- | ---------- | ----- |
| 1 | Shinji Okazaki | Japan      | 8     |
| 2 | Le Cong Vinh   | Vietnam    | 7     |
| 2 | Younis Mahmoud | Irak       | 7     |
| 2 | Ahmad Ibrahim  | Jordanië   | 7     |
| 2 | Hassan Mahmoud | Jordanië   | 7     |
| 6 | Javad Nekounam | Iran       | 6     |
| 6 | Park Chu-Young | Zuid-Korea | 6     |
| 8 | 8 spelers      |            | 5     |

## Intercontinentale play-off
De winnaar van de vijfde ronde speelt tegen de nummer vijf van de CONMEBOL-groep voor een plaats in de eindronde.
|                                                   |          |         |                                                               |                                                                                                 |
| 13 november 2013 «onderlinge duels» 18:00 (UTC+3) | Jordanië | 0 – 5   | Uruguay                                                       | Amman International Stadium, Amman Toeschouwers: 17.370 Scheidsrechter: Svein Oddvar Moen (NOR) |
| 13 november 2013 «onderlinge duels» 18:00 (UTC+3) |          | Verslag | 22' Pereira 42' Stuani 69' Lodeiro 78' Rodríguez 90+2' Cavani | Amman International Stadium, Amman Toeschouwers: 17.370 Scheidsrechter: Svein Oddvar Moen (NOR) |

|                                                   |         |                  |          |                                                                                          |
| 21 november 2013 «onderlinge duels» 21:00 (UTC−2) | Uruguay | 0 – 0 (agg. 5–0) | Jordanië | Estadio Centenario, Montevideo Toeschouwers: 62.000 Scheidsrechter: Jonas Eriksson (SWE) |
| 21 november 2013 «onderlinge duels» 21:00 (UTC−2) | Verslag |                  |          | Estadio Centenario, Montevideo Toeschouwers: 62.000 Scheidsrechter: Jonas Eriksson (SWE) |